# История Чехословакии
История Чехословакии — история цивилизации на территории Чехословакии и предшествующих ей государственных образований, осуществлявших верховную власть в ареале проживания славянских народов и этносов (чехи, моравы, словаки и др.), объединяемых происхождением, культурой и во многом языком, а также длительными периодами совместного развития под эгидой единой для всех верховной политической власти (1526—1804 — монархия Габсбургов; по 1867 — Австрия, по 1918 — Австро-Венгрия, по 1993 — Чехословакия).
История Чехословакии — раздел истории славян в части истории западных славян. Его выделение в самостоятельную область происходит во второй половине XIX века под воздействием идей национально-государственного переустройства бывшей империи Габсбургов. В начале XX века понимание истории славянских земель на севере Австро-Венгрии как единого цивилизационного процесса воспринимается ведущими славянскими политиками страны, и на исходе Первой мировой войны в 1918 году Чехословакия создаётся как единое государство. В период существования этой республики история Чехословакии как область научного знания, а также учебный предмет достигает высшей степени своего развития и глубины проработки, как в самой стране, так и в университетах и научных центрах всего мира.
Несмотря на распад в 1993 году Чехословакии на два суверенных государства, Чехию и Словакию, содержание их совместной истории, сохраняют особое практическое значение как научно-историческая основа прогнозирования и дальнейшего развития интеграционных процессов в рамках Европейского Сообщества, членами которого являются оба вновь образованных государства.

## Заселение земель и его географические предпосылки
Чехословакия представляет собой область в центре Европы, протяжённостью более 750 км с востока на запад и вчетверо меньше (150—200 км) с севера на юг. Её западная часть — чешско-моравское плато, обрамлённое хребтами Судеты, Рудные горы, Чешский Лес и Шумава; восточная расчленена Высокими и Низкими Татрами, Словацким Рудногорьем и Бескидами. В средней своей части страна достаточно открыта в меридиональном направлении как на север, так и на юг, но и горы не являли собой неодолимую преграду для миграций: от Высоких и Низких Бескид (часть Западных Карпат) на востоке до Судет на западе здесь проходит водораздел трёх морей, Чёрного, Балтийского и Северного. По долинам текущих отсюда рек древнейшие люди и приходили: в Чехию и Моравию — с севера и юго-востока, а в Словакию — с юга и востока. Сочетание благоприятных миграционных факторов отражается в часто используемом определении Чехословакии как перекрёстка европейских путей.
Исторически формообразующей основой территориального размежевания здесь чаще всего выступал Дунай, со стороны которого экспансию с юга на чешские земли дополнительно ограничивал хребет Шумава. В то же время внутри страны неоднородность рельефа способствовала межплеменному территориальному размежеванию. По этой причине в древнейшие времена единого культурного целого здесь не возникло, хотя ряд выявленных здесь археологических культур оставил значительный след в общеевропейской истории. Важнейшую предпосылку этому составили горы как источник богатых залежей руд меди, цинка, олова, железа, а также серебра и золота, благодаря чему в бронзовый век здесь возник один из главных центров европейской металлургии.
Равнинные и всхолмленные районы покрыты густой сетью относительно коротких рек, которые в умеренном (январь —1—4°С; июль 19—21°С) климате замерзают лишь на 1—2 месяца. Удовлетворительное соотношение осадков (450—700 мм) и испаряемости способствовало формированию качественных почв (бурозёмные, на равнинах Средней Чехии и Южной Моравии — чернозёмовидные, по долинам крупных рек — аллювиальные) и качественной растительности. Изначально в естественном растительном покрове равнин до высоты 300 м господствовали лесостепи (дуб, сосна), с повышением высотности широколиственные дубово-буковые леса переходят в пихтово-буковые, а затем еловые и пихтовые. До сих пор около ⅓ территории страны покрывает лес, 71 % которого представлен хвойными породами, 48 % которого — ели.

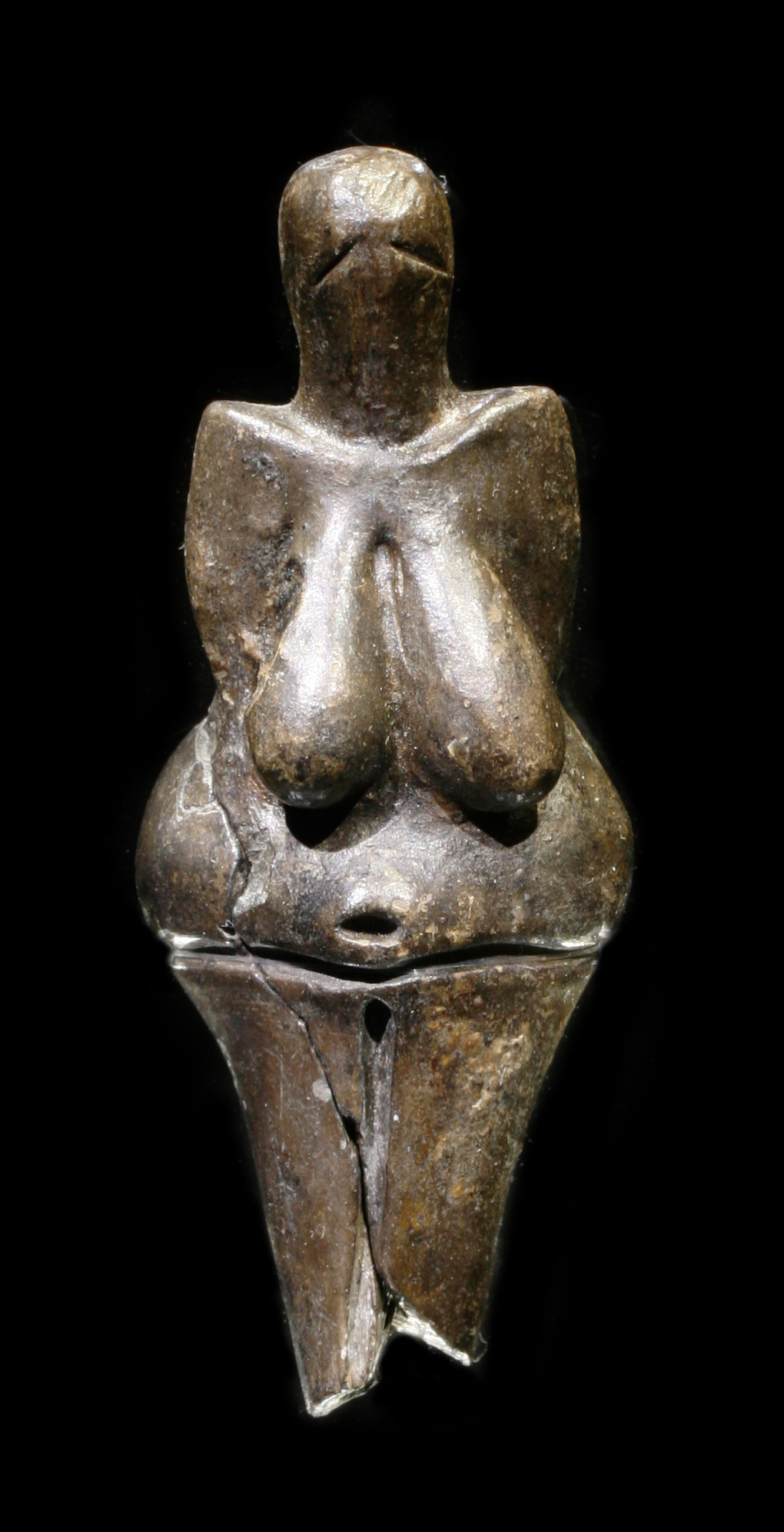
Вестоницкая Венера. Чехия

Животный мир представлен млекопитающими (медведь, волк, рысь, лисица, куница, горностай, олень, кабан, косуля, заяц-русак, белка), птицами (глухарь, куропатка, аист, удод) и рыбой (форель, карп, лосось, хариус, щука, окунь, налим, минога). В составе доисторической фауны — мамонт, зубр и парнокопытные, включая горных (тур).
Благоприятные природные факторы обеспечили доступность средств первобытного существования: собирательства, рыболовства, охоты, а затем земледелия и скотоводства.

### Протоисторические культуры
Палеолитические стоянки питекантропов (Чехия: — Бечов, Пршезлетице; Моравия — Странска Скала, Вишие Ружбахи, Сеня и Миешице в Словакии) сохранили грубые каменные рубила примерно 400—200 тысячелетней давности. Стоянки неандертальцев (200—35 тыс. лет назад; Бечов в Чехии, карстовые пещеры Моравии) демонстрируют более совершенные орудия, приёмы охоты. Развиваются зачатки домостроительства из костей мамонта и других животных. В Словакии (Гановцы-у-Попрада) обнаружены и фрагменты черепа самого неандертальца. Найденный в Спишском Подградье фрагмент черепа человека прямоходящего был утрачен во время Второй мировой войны.

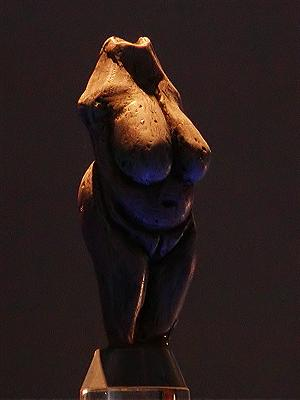
Мораванская Венера. Словакия

Близкий современному тип кроманьонца появляется в верхнем палеолите (35—10 тыс. лет до н. э.) по всей территории страны. Именно в этот период происходит переход от первобытного стада к группам типа большой семьи, а затем и к родовому строю. Постоянные поселения охотников на мамонта, шерстистого носорога и дикую лошадь, с долговременными жилищами обнаружены в Дольни-Вестонице, у Павловских холмов, у Микулова (Южная Моравия), в Пршедмости.
Гравировка на кости, а также мелкая пластика (в том числе «палеолитические Венеры» — из Вестониц, из Мораван-над-Вагом, 22—23 тыс. лет) свидетельствуют о зачатках культуры, и, возможно, формировании религиозных представлений.
Граница ледника, отступившего в мезолите, прошла по северу современной Словакии, где найдены следы поселений на песчаных возвышенностях. Не ранее 10 тыс. лет до н. э. появляются лук и стрелы; человек начинает одомашнивать животных, и около 6 тыс. лет до н. э. происходит неолитическая революция — переход к производящему хозяйству, земледелию и скотоводству.
Неолит представлен культурой линейно-ленточной керамики. Остатки типичных для неё селищ (длинные дома, кольцевые канавы) обнаружены в Быланах (Чехия), Нитре и Штурове (Словакия); остатки керамики, обетных даров и культовых предметов датируются примерно 5 тыс. до н. э. Также в Словакии идентифицированы железовская культура и буковогорская культура.
Энеолит (2900-1900 до н. э.), характеризующийся началом использования металлов (медь и золото), представлен Лендьельской, полгарской а в Словакии и более поздней баденской культурой. Их поступательное развитие прерывает вторжение с севера пастушеских племён, и на какое-то время культура боевых топоров и шнуровой керамики охватывает пространство от Рейна до Верхней Волги. Одновременно из Подунавья в Чехословакию продвигается и культура воронковидных кубков.
В эпоху, лежащую на границе каменного века и бронзового, закладываются материальные предпосылки социальной стратификации общества: земледельцы, скотоводы, ремесленники.
Бронзовый век (1900-700 до н. э.) и его металлические орудия (топор, мотыга, серп) увеличивают производительность настолько, что впервые появляется излишек. Необходимость распоряжения им приводит к качественным изменениям в общественном устройстве. Утверждается патриархат; организуя трудовые процессы, мужчина-глава рода берёт на себя не только распоряжение излишками и примитивные культовые обряды, но и ведение войн с соседними племенами. Во II тыс. до н. э. характер поселений резко меняется; их строят в труднодоступных местах и укрепляют. Холодное оружие (топоры, мечи, кинжалы) становится предметом первой необходимости, и его производство становится одним из предметов «региональной специализации», представленной здесь племенами унетицкой культуры.
В раннюю бронзу (XVII-XIV век до н. э.) унетицкие племена составляют сердцевину так называемого центральноевропейского очага металлообработки (Нижняя Австрия, Моравия, Чехия, Тюрингия, Саксония, южная часть Бранденбурга, юго-западная Польша). Благодаря активному обмену они скапливают известные богатства. Мадьяровская культура (локальный вариант унетицкой, развивавшейся на равнинах юго-запада Словакии) отмечена богатыми укреплёнными поселениями, а местная бронза и керамика доходят до Средиземноморья. В то же время поселения, система укреплений и предметы обихода племён оттоманской культуры на востоке Словакии показывают много общего с микенской культурой древней Греции. В Чехии унетицкая культура смешивается в 1300-1050 до н. э. с кновизской.
Резкий контраст унетицким и мадьяровским земледельцам составляют воинственные скотоводы культуры курганных погребений, появляющиеся в конце II тыс. до н. э. На протяжении 1300-400 до н. э. регион попадает в зону развития лужицкой культуры, охватывающей обширную территорию между Эльбой и Бугом. Многие учёные считают племена этой культуры праславянскими. В раскопках культуры полей погребальных урн находят бронзовые серпы, остатки деревянных строений без использования гвоздей.

### Кельты

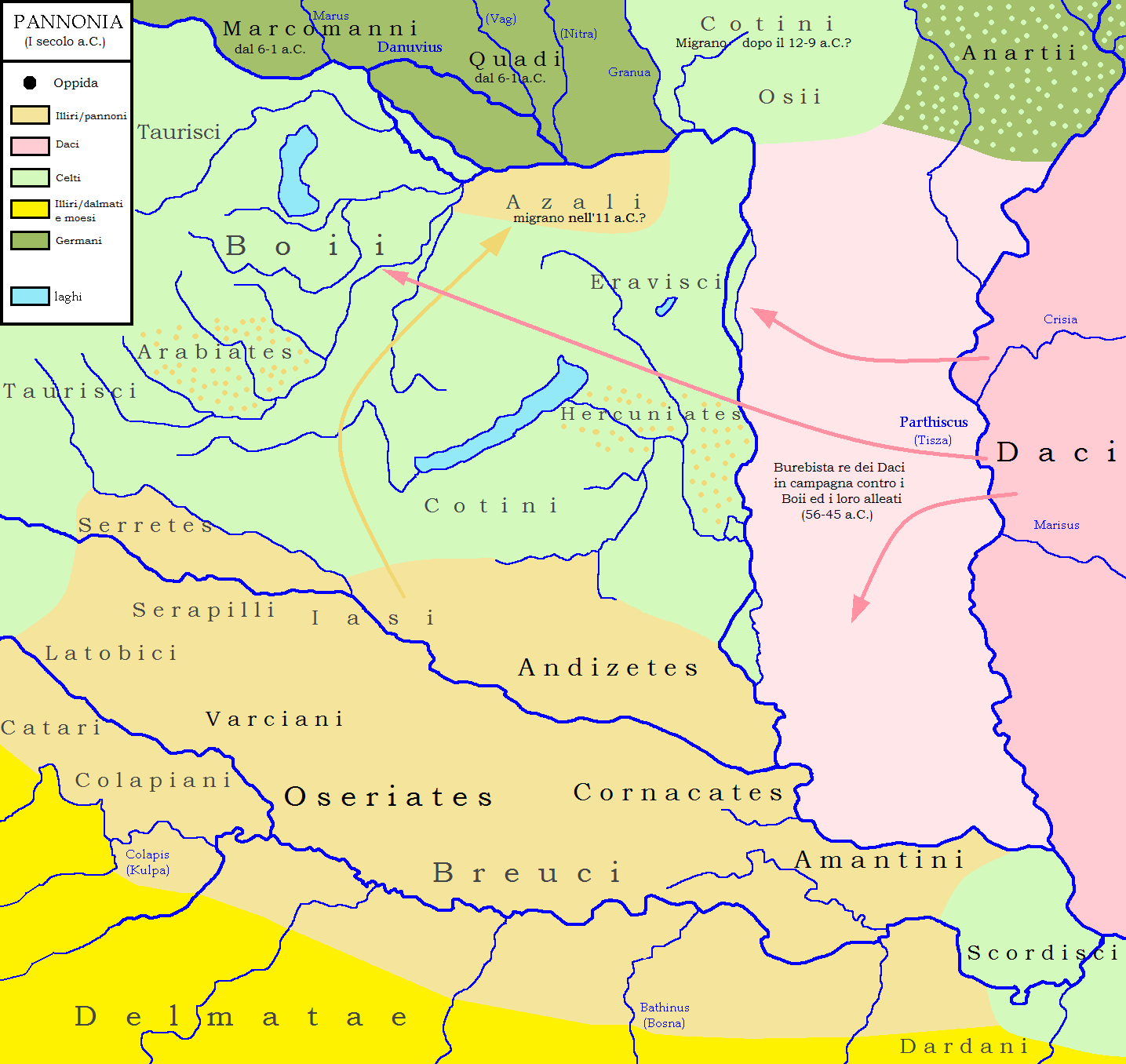
Заселение Паннонии

Железный век в Европе ассоциируется с кельтами, присутствие которых в V—III вв. до н. э. стремительно расширяется от Малой Азии до Испании и Британских островов. Из них на пути движения через Альпы в Верхнюю Италию в IV в. до н. э., в районах Герцинского Леса (в том числе, включая прилегающие к Чехии Богемский лес и Судеты) осела часть племени бойев. Помимо плодородных земель, бойи нашли здесь и богатые ресурсы для добычи и обработки металлов. Их имя зафиксировалось и в лат. Bohemia (Богемия), а затем и в нем. Böhmen. Кроме бойев, с латенской культурой отождествляется и другое кельтское племя — котины (Пуховская культура в Словакии).
Латенскую культуру иногда рассматривают как кельто-дако-фракийскую, отличая от неё гальштатскую культуру как кельто-иллирийскую. Артефакты восточной ветви гальштатской культуры (900-400 до н. э.) идентифицированы, в том числе и в Чехословакии. В Словакии наряду с продолжающейся на севере лужицкой культурой гальштат представлен также календербергской, куштановицкой и векерцугской культурами.
К концу латена кельты начинают строить оппидумы — укреплённые центры ремесла и торговли (Братислава, Гразани, Страдонице, Завист, Старе-Градиско) городского типа. Возводя постройки из дерева, кельты запирали свои сооружения на железные замки. Развивая земледелие, ремесло (кузнецы, гончары), кельты вступали в обмен с античными Грецией и Римом, которые оказывали и обратное воздействие на их культуру. Вытеснение кельтов с этих территорий происходит с конца 2 — начала 1 тыс. до н. э.

### Современники древнего Рима

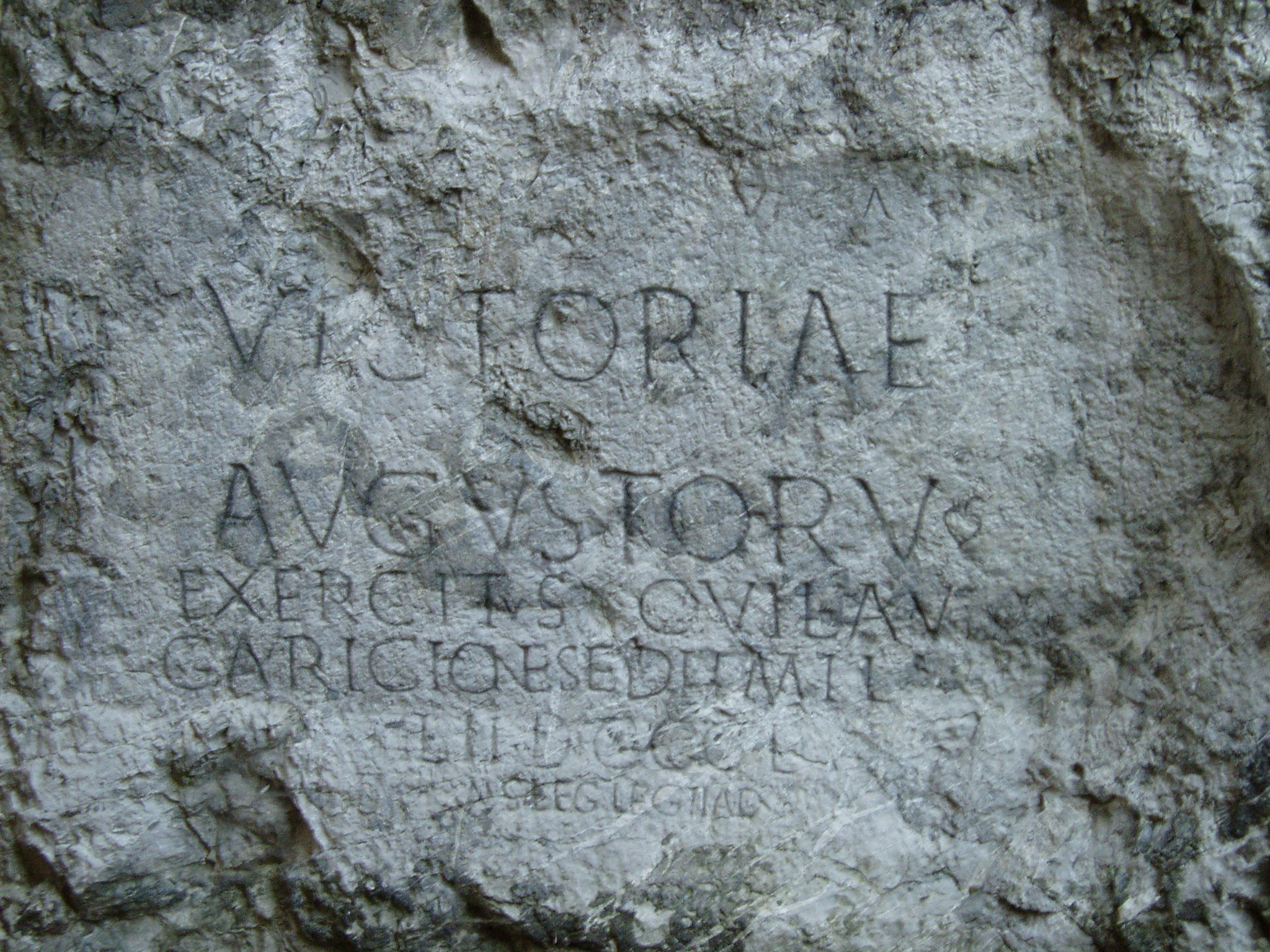
Римская надпись на скале в Тренчине

На рубеже 1 тыс. до н. э. в Словакию начинают проникать южные соседи—фракийцы, ближайшие из которых, геты, жили в низменностях к юго-востоку от Карпат. Около 10 до н. э. германское племя маркоманов вытесняют из долин Майна на юго-восток. Вытеснив, в свою очередь, бойев, маркоманы остаются на их землях до второй трети IV века н. э. Ниже по Дунаю располагаются квады. На рубеже новой эры царь гето-даков Буребиста заселяет и фактически присоединяет к Дакии юг Словакии, также вытеснив оттуда кельтов (на севере котины удерживались вплоть до 2 в. н. э.). Практически одновременно с Буребистой князь маркоманов Маробод, встав во главе союза германских племён, включая квадов, распространяет свою власть от среднего Дуная до нижнего течения Вислы.
Подунавье, соприкасающееся с провинциями Норик и Паннония, становится зоной постоянных столкновений как между племенами, идущими с севера, так и их объединений — с возрастающей мощью Древнего Рима. Под натиском готов маркоманы, квады и ряд других народов (языги, бастарны, сарматы), объединяясь в союзы, пытались выйти в пределы северных провинций Римской империи. Политика divide et impera помогала Риму сдерживать этот натиск. Возглавив было один из антиримских союзов, Маробод не устоял в борьбе с Арминием. Из земель готов, где он пребывал в изгнании, возвращается другой знатный маркоман, Катуальда, и в 19 уже Маробод бежит от него под защиту Рима.
Следы участия римских войск в маркоманских войнах обнаружены в постоянных поселениях на юге Моравии; в 2001 археологи нашли римские артефакты даже в районе Оломоуца-Нередина. На последнем этапе Маркоманской войны (166—180) римлянам удалось откатить варваров за Дунай и нанести им существенные поражения. Это открывало перспективу присоединения Маркомании и Сарматии в качестве новых римских провинций. Однако в 180 году Марк Аврелий, находившийся на берегах Дуная в Виндобоне, умер. Коммод заключил с противником мир на условиях восстановления довоенной границы, после чего новая сеть оборонительных укреплений вдоль Дуная положила на известное время пределы их южной экспансии. Как этнос маркоманы отмечаются в Богемии до начала V века н. э.
В маркоманский период в северной части Богемии отмечается смешанная в культурно-этническом плане кобыльская археологическая группа. Со II века с севера в Богемию и Моравию проникает пшеворская культура, а с 1-й половины III века начинает прибывать новое население с территории Полабья; в Моравии ему соответствует костелецкая группа (1-я половина III века).
После победы над даками в 10 до н. э. границы Римской империи расширились до Среднего Дуная. Из западной Словакии, где римляне основали несколько поселений, дакский этнос исчезает около I века н. э.; на востоке даки задержались немного дольше. Примерно в то же время поток германцев с северо-запада вытесняет большую часть кельтов и из Богемии.
В III веке маркоманы продолжали время от времени воевать как с римлянами, так и со своими германскими соседями.
В IV веке, в ходе Великого переселения народов через территорию Словакии проходят племена вестготов, остготов, лангобардов и гепидов. С появлением в Европе гуннов маркоманы подчиняются их власти, и с Аттилой участвуют в походе на Галлию и в Каталаунской битве (451 год).
С распадом Западной Римской империи, двигаясь с территории Богемии, германские племена герулов, алеманов, тюрингов и ругов захватывают Норик (с 16 года — римская провинция). В 408 году Норик покоряется Алариху I, а в конце века — остготам. Кельтское и иллирийское население покидает Норик, или погибает.

## Первые славяне
С конца V века германские племена, проходящие в ходе Великого переселения через Словакию, Моравию и Богемию, уходят в сторону Баварии и Аппенин. На их место по долинам Лабы и Одры, и из-за Карпат начинают приходить славянские племена. Они оседают на плодородных равнинах Восточной Словакии, Южной Моравии и Средней Богемии. Эти племена приносят с собой земледельческо-скотоводческую культуру, схожую с культурами славян Восточной Европы и Балкан. Применяется чередование посевов, вспашка на волах или лошадях, а при изготовлении металлических орудий труда (серпы, косы, топоры) и оружия используется прогрессивная комбинация железа и стали.

### Славяне в аварском нашествии

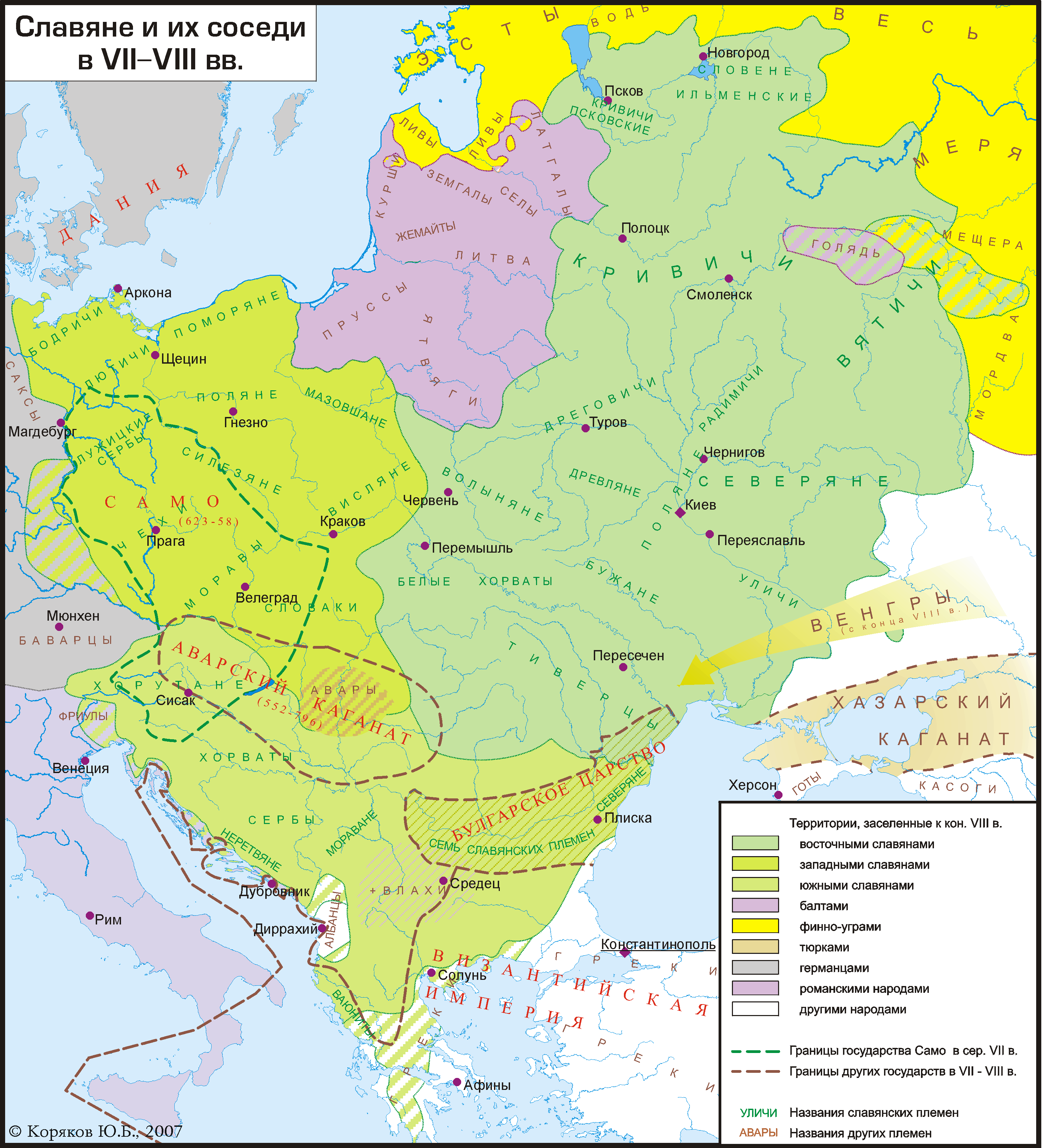
Карта расселения славян и их соседей на конец VIII века.

В VI веке с востока на Средний Дунай выходят авары. Покорив, в союзе с лангобардами, царство гепидов, авары выходят по Тисе к южным границам Словакии. Аварский каганат (552—796) был полиэтнической державой, в составе которой известная часть населения была славянской (византийские историки иногда отождествляли славян с аварами). Около 600 года совместно со славянами-хорутанами авары заселяют Внутренний Норик.
Родоплеменные связи внутри переселившихся племён сначала тормозят возникновение имущественного неравенства на новых землях. Впоследствии по месту оседлой жизни прежние родовые связи рушатся, и племя становится уже не родовым, а территориальным сообществом. Регулярное участие в военных походах усиливает предпосылки возникновения родовой аристократии. К началу VII века власть племенных вождей у славян становится наследственной.

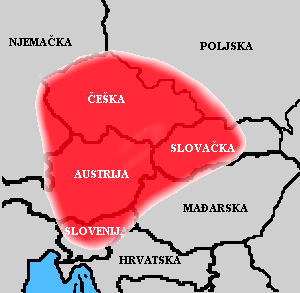
Государство Само

В конце 1-й четверти VII века отношения между аварами и славянами разлаживаются. Особенно усиливаются их трения после провала совместного похода на Константинополь в 626 году. Вступая с аварами в борьбу, славяне создают временные племенные союзы. Крупнейшим и наиболее долговечным из них стало Само, первое протогосударственное образование славян в Центральной Европе.

### Княжество Само (623—658)
По хронике Фредегара в 623 году франк по имени Само возглавил восстание славянского племени вендов против авар, и, победив, стал князем. Под его началом в 631 году славяне разбили под Вогастисбургом карательную экспедицию франкского короля Дагоберта I и в союзе с сорбским князем Дерваном вторглись в Тюрингию.
После смерти Дагоберта I в 641 году его сына Сигиберта III разбил герцог Тюрингии Радульф, и хотя в 636 году он обратил воинство славян в бегство, уже как король Тюрингии Радульф вступил с Само в союз. Распавшись со смертью Само в 658 году, его княжество, тем не менее, стало важной ступенью процесса создания ранней государственности у славян Подунавья.
В VIII веке страна покрывается сетью укреплённых городищ, окружённых достаточно крупными поселениями. Центром развития ремесла и прогресса металлургии становится Моравия. Уникальные для Европы того времени домны в Желеховицах у месторождений Долни Суколоми могли выплавлять твёрдую углеродистую сталь. В пахоте широко применяется плуг с железным лемехом и плужным ножом; распространяются продуктивные сорта зерновых и некоторые бобовые; появляется овощеводство и садоводство.
Объединительные процессы между племенами охватывают на рубеже VIII—IX веков все славянские племена к северу от Дуная, однако быстрее всего этот процесс идёт в Моравии: хронисты IX века используют применительно к народу только одно имя, моравы, в то время как в бывшей Богемии племенное деление сохраняется и до X века.

## Христианизация
В начале VIII века на южной окраине Баварии, на руинах Ювавума (с 45 года — муниципий Норика) епископ Руперт создаёт центр миссионерской активности христианской церкви в Подунавье, город Зальцбург. В 738 году его дополняет епископство Пассау на Дунае, на первых порах подчинённое Зальцбургу. В 788 году герцог Тассилон III пытается в союзе с аварами отстоять независимость Баварии от франков, но Карл Великий при поддержке епископа Зальцбурга свергает последнего Агилульфинга и при поддержке славян начинает франко-аварскую войну. Разгромив аваров, в 790 году Каролинги поручают Зальцбургу церковное управление Нижней Паннонией. В конце 790-х годов каганат теряет политическую самостоятельность, а каган принимает крещение.
С 796 года христианизация Моравии вверяется епископству Пассау. С 798 года статус кафедры в Зальцбурге повышается до архиепископства. На протяжении следующего века здесь сходятся нити многих политических интриг, которые ведут друг против друга князья соседних славянских земель.

### Великая Моравия и Нитранское княжество
Возвышение Моравии происходит на фоне двух эпохальных геополитических событий. Падение аварского каганата в начале 800-годов ослабляет угрозу с юга. Однако спустя 40 лет, в 843 году, на западе после раздела империи франков внуками Карла Великого возникает Восточно-Франкское королевство. Его внешнеполитический вектор объективно устремлён на восток, и последующее развитие славянских государств Центральной Европы проходит под знаком непрерывного противостояния этой экспансии.
В 822 году мораване упоминаются в числе приславших дары последнему единовластному правителю франков, Людовику Благочестивому. При нём же пассауский епископ Регинхар в 831 году крестил «всех мораван» (omnes Moravos). В 828 году архиепископ Зальцбурга Адальрам освятил первую христианскую церковь в соседней Нитре, которой с 825 года правил князь Прибина. В 833 году моравский князь Моймир I изгоняет его оттуда, но при помощи франков в 840 году Прибина встаёт во главе другого славянского княжества, Блатенского.

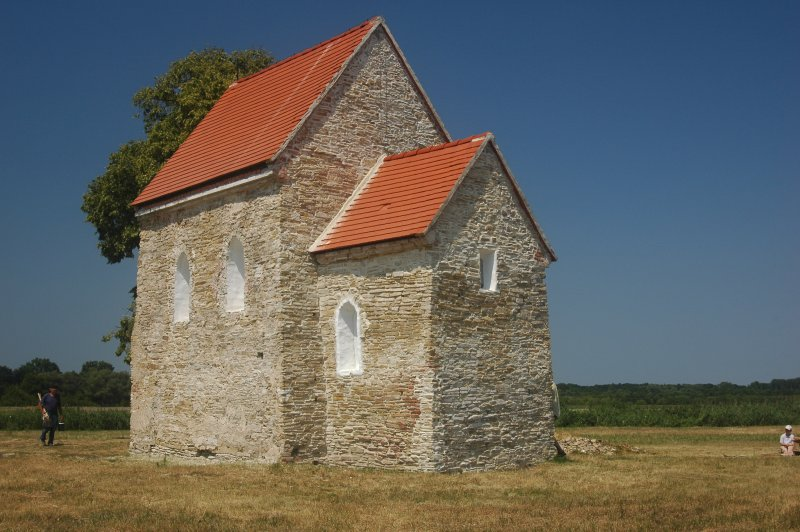
Костёл в Копчанах (Словакия)

В 846 году Моравия распространяет свою власть и на территорию Чехии, непосредственно соседствующую со вновь созданным королевством германцев. Сменивший Моймира Ростислав (846—870) в 855 году отражает первый натиск Людовика Немецкого, а в 860 году присоединяет к Моравии и лен Прибины, погибшего в решающем сражении.
При Ростиславе Моравия, первое единое славянское государство устанавливает в 862 году контакты с Византией. Благодя этому создаётся первая славянская письменность и возникает церковно-славянский язык. Прибывшие в 863 году Кирилл и Мефодий создают церковь, не зависимую от германского епископата.
В 869 году папа римский рукоположил Мефодия в архиепископы панноно-моравские, а Ростислав успешно отразил поход Людовика Немецкого. Однако на следующий год удельный князь Нитры Святополк вероломно пленил Ростислава и выдал его баварцам. Заняв великоморавский трон, Святополк, в свою очередь, сам попал затем в баварский плен, и в 874 году по миру в Форхгейме признал зависимость от короля. Это позволило ему присоединить Блатенское княжество, а в 884 году взять под своё покровительство и чешские земли.
Таким образом, в княжение Святополка (870—894) Великая Моравия достигла пика своего роста, охватив, помимо Чехии, Моравии и Словакии, заселённые в ту пору славянами земли современной Венгрии, а также часть Силезии. Со смертью Святополка верховным князем стал Моймир II, а Святополк II получил в удел Паннонию. Усиление удельных князей положило начало распаду державы. Уже в 895 году отделилась Богемия, а в 897 году сербы-лужичане.
В 906 году кочевники-мадьяры опустошили большую часть земель Великой Моравии, и до конца XI века почти вся её территория была поглощена Венгрией. Последним в 1108 году пало Нитранское княжество. Мадьярское вторжение навечно обособило дальнейшие цивилизационные процессы двух крупнейших славянских групп Европы, которые в дальнейшем развиваются как западные и южные славяне. Хотя благодаря примыканию к Моравии, а через неё к Чехии Словакия сохраняет более тесное культурное взаимодействие с западными славянами, на протяжении следующих 4 веков развитие словаков происходило в основном под эгидой иной государственности, нежели у моравов и чехов.

### Богемское княжество (874—1198)
На исходе своего существования Великая Моравия способствовала ускорению общественно-политического развития Богемии, которая ещё в середине IX века сохраняла племенное устройство. В 872 году вождь чехов Борживой при поддержке Святополка стал князем чехов, подчинил себе соседние племена лемузов, литомержичей и лучан и основал династию Пржемысловичей.
В 962 году германский король Оттон I Великий провозгласил создание Священной Римской империи.

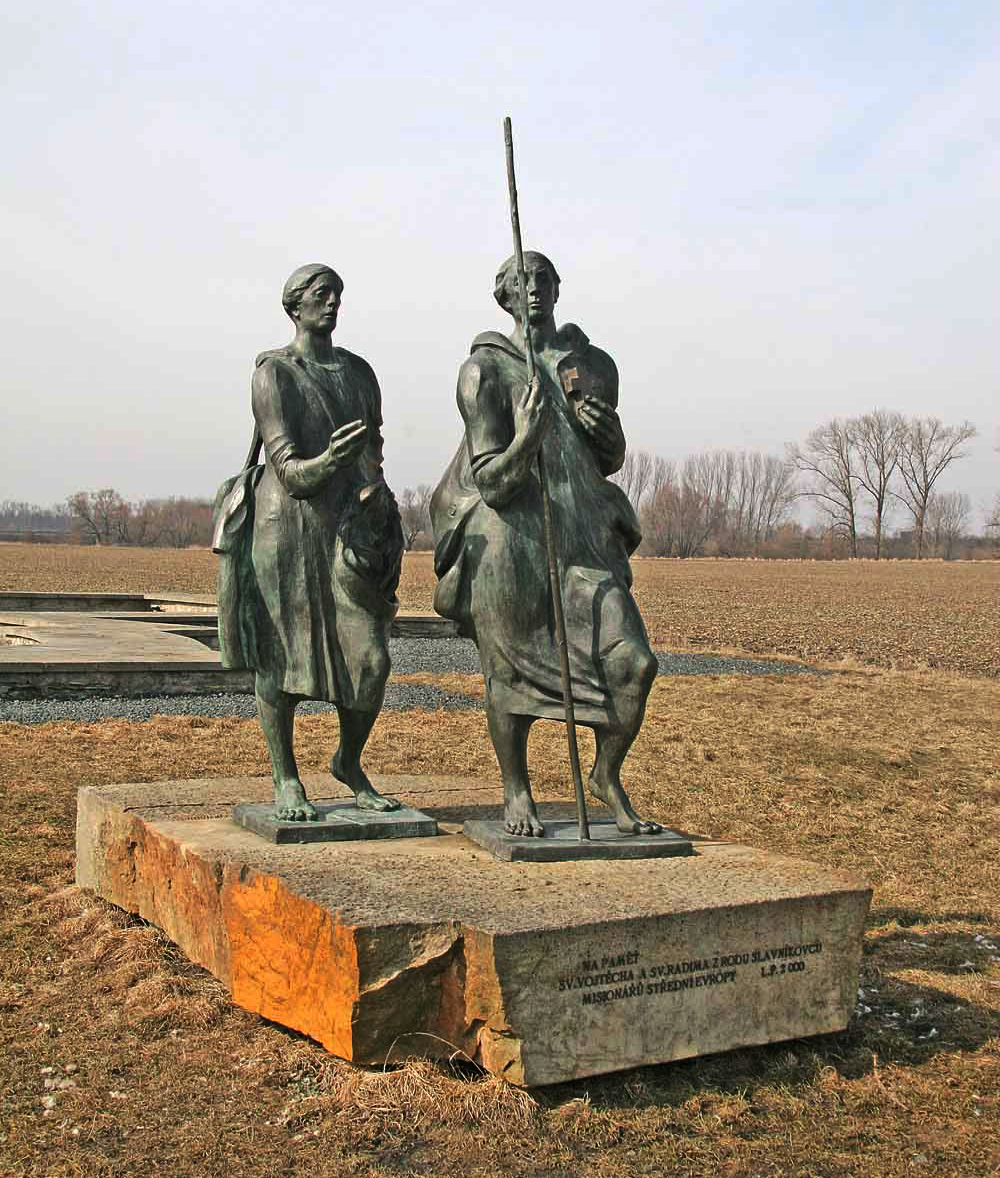
Памятник св. Войтеху и его брату св. Радиму в Либице

Соперником Пржемысловичей за гегемонию в Богемии были Славниковичи, правившие Зличанским княжеством. Апогея их борьба достигла в 995 году, когда Болеслав II Благочестивый подговорил Вршовцев напасть на Либице. Город был окружён, и взят штурмом. Четверых братьев Славниковичей убили в церкви, где они попытались укрыться, за что их брат, епископ Адальберт Пражский предал род Вршовцев проклятию.

### Польская экспансия

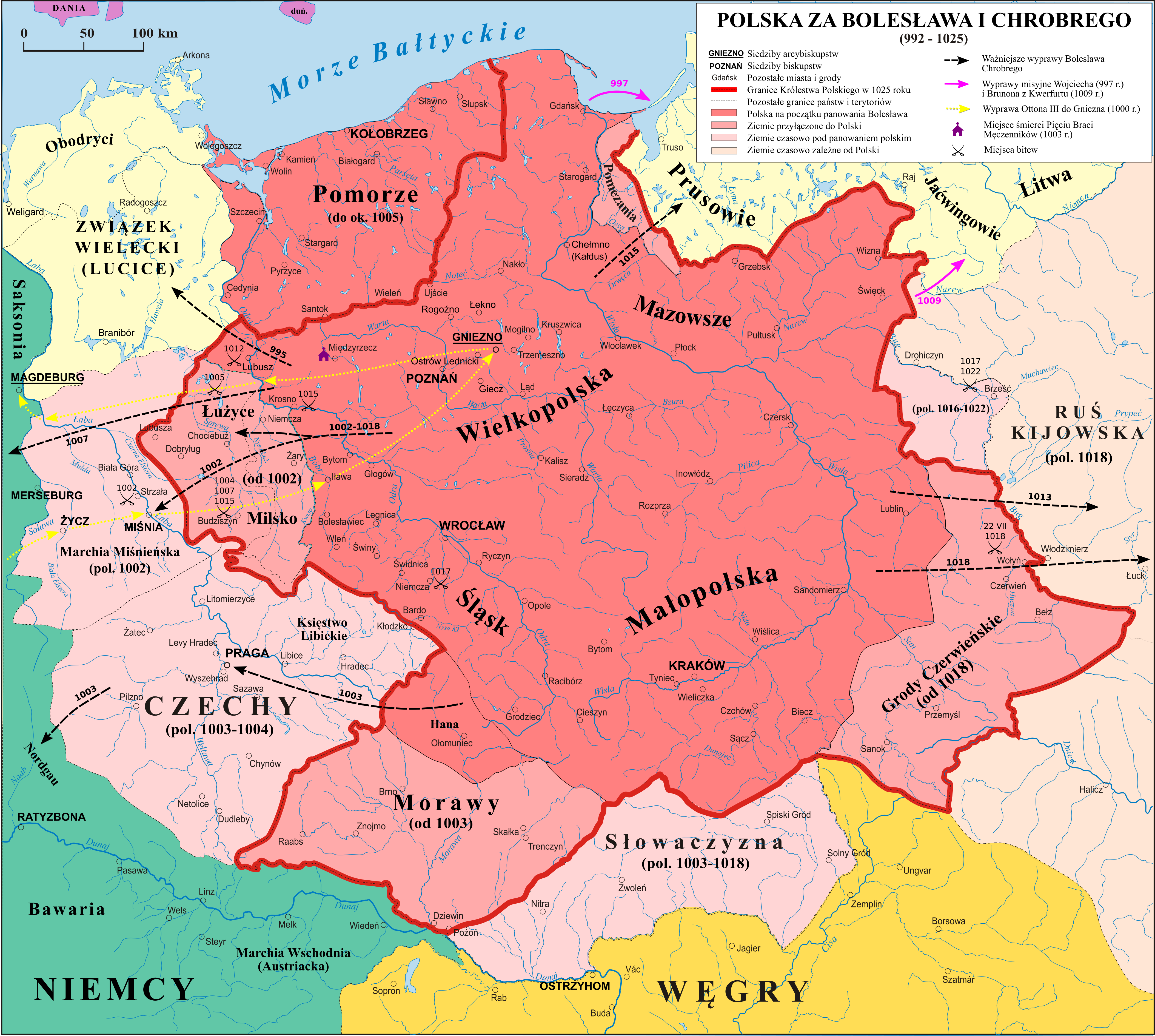

Неустойчивым положением в Богемии воспользовался польский король Болеслав I Храбрый — внук князя Болеслава Грозного по линии матери, Дубравки Богемской. В 999 году он занял Моравию, а в следующем году — часть территории Словакии. В 1002 году к нему обратился князь Болеслав III Рыжий, которого изгнали из Праги Вршовцы. Когда ставленник Вршовцев польский князь Владивой умер, Болеслав Храбрый силой восстановил на престоле своего чешского тёзку.
Вернувшись в Прагу, Болеслав Рыжий в 1003 году учинил избиение своих соперников, и тогда оставшиеся в живых вельможи вновь обратились к польскому королю. Вернувшись, Болеслав Храбрый сверг и ослепил своего бывшего протеже, заняв его место. Генрих II потребовал от Болеслава вассальной присяги, но соправитель двух стран ответил ему отказом. В 1004 году Генрих II, заключив союз с лютичами, двинул свои войска на Прагу. По Познанскому миру 1005 года Болеслав отказался от Лужицы и от Мисьненской марки, а также признал независимость Богемии. Моравия же оставалась за Польшей до 1021 года.
В X — начале XI вв. правители Богемии и Польши неоднократно пытаются восстановить контроль
над западной и центральной Словакией. Темпы восточной части бывшей Великой Моравии, оказавшейся под мадьярским игом, замедляется. Административно-церковная организация рушится; редеет и славянское население на левом берегу Дуная и в долинах Моравы, Вага, Грона, Ипеля, Горнада, Бодрога и Лаборца. В 1018 году Болеслав Храбрый отказывается от претензий на эти земли, и Словакия на несколько веков входит в состав венгерского королевства.
В 1054 году князь Бржетислав I постановил, что старший в роду должен править в Праге, а младшие получают Моравию и должны подчиняться старшему князю. Сын Бржетислава, Спытигнев II, стал в 1055 году князем Богемским, а его братья разделили между собой Оломоуцкое княжество и Брненское княжество. Из состава последнего в 1092 году выделилось Зноемское княжество, просуществовавшее до 1197 года.
После отречения в 1172 году Владислава II Фридрих Барбаросса объявил Моравию имперским маркграфством и изъял пражское епископство из ведения Праги. Однако Конрад Ота из моравской ветви Пржемысловичей восстановил единство Богемии и Моравии.

### Международные связи
С последней четверти X века Богемия начинает испытывать всё возрастающее влияние германской культурной сферы. Ближайшим его источником становится северный сосед, Саксония, которая выдвигается в это время на роль политического и культурного центра Германии. На протяжении XI—XII веков расширяются культурные связи Богемии и Моравии и с другими более развитыми странами юга и запада Европы. Особую роль здесь играют монашеские ордены (бенедиктинцы, премонстраты, цистерианцы, иоанниты), чьи монастыри возникают и в чешско-моравских землях, и в Словакии.
С ростом международного авторитета Праги возникла необходимость создания цельной исторической концепции Чешского государства. В наиболее законченной форме её изложил Козьма Пражский. Написанная на латыни, его «Чешская хроника» стала первым дошедшим до наших дней произведением чешского автора. В нём пражский каноник возвёл генеалогию всех соотечественников к мифическому праотцу Чеху, дополнив историю сказанием о призвании на княжении Пржемысла-пахаря, которому народ добровольно вверил свои права и свободу.

### Королевство Богемия (1198—1348)
В 1085 году князь Вратислав II, а в 1158 году князь Владислав II получали от императора ненаследственный титул короля Богемии. Однако статус королевства Богемия обрела на рубеже XIII века: в 1198 году князь Отакар I провозгласил себя королём, а в 1203 году император Оттон IV и папа Иннокентий III закрепили эту титулатуру официально.
В 1212 году император Фридрих II Гогенштауфен вручил Отакару I «Золотую сицилийскую буллу», подтверждавшую наследственность титула короля Богемии, право знати на избрание нового короля при прекращении династии, неделимость территории, а также инвеституру.
Положение Богемии в Германской империи было противоречивым. С одной стороны, процессы онемечивания доходили до парадокса: иностранцы, посещавшие страну в XIII веке, писали о Богемии как стране с двумя национальностями. С другой, интриги между вассалами императора, одним из которых был чешский король, давали некоторым из них шансы расширить пределы своей власти, и даже восходить на императорский трон.
В 1241 году славянскую Европу захлестнуло татаро-монгольское нашествие. Опустошив крупнейшие города Польши, монголы двинулись на юг, где под Легницей разбили объединённое 20—40-тысячное войско поляков, тамплиеров и тевтонцев под командованием Генриха Благочестивого. Войска, которые направил на подмогу Вацлав I, к месту битвы опоздали: монголы повернули на юг. Опустошив по пути всю Моравию, они, однако, не тратили время на осаду городов. Краледворская рукопись, утверждавшая, что последующий марш татаро-монголов на соединение с силами Батыя, Кадана и Субудая ускорила некая Битва при Оломоуце, оказалась фальшивкой, которую в XIX веке изготовили чешские просветители Вацлав Ганка и Йозеф Линда. Нашествие ослабило Словакию, распавшейся на ряд уделов под властью магнатов. Крупнейших успехов в собирании словацких земель внутри венгерского королевства в это время добился Матуш Чак (Тренчинский), под властью которого в 1311—1312 годах оказалось 14 комитатов. Впоследствии Карл Роберт Анжуйский, разбивший магнатов при Розгановцах укрепил центральную власть, и при его сыне, Людовике I Венгрия стала сильной европейской державой.

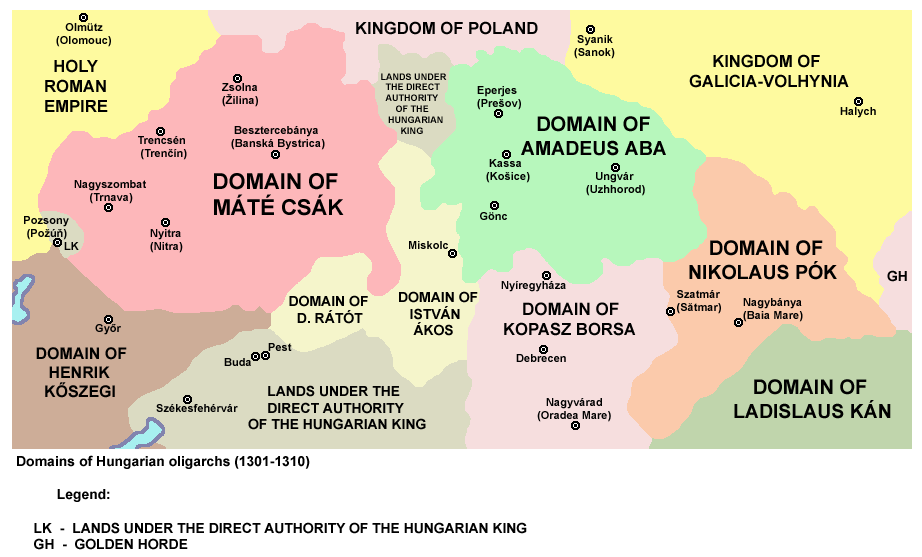

Хотя решающая битва с монголами не состоялась, авторитет Богемии в империи возрос, и Вацлав I вступил в спор за австрийские земли, Штирию и Каринтию. В 1250 году его сын Отакар II, маркграф Моравии, стал герцогом Австрии. По смерти отца (1253 год) Отакар взошёл на чешский трон. Первую войну с Венгрией за Штирию, в которой он представлял интересы Австрии, Отакар в 1254 году проиграл. Однако в 1260 году мятеж штирийцев дал ему новый повод, который Битва при Кресенбрунне решила в пользу Отакара, ставшего по совместительству и герцогом Штирии. В 1266 году Богемия впервые завладела графством Эгер.
В 1269 году в Каринтии пресеклась династия Спанхеймов, последний представитель которой Ульрих III был женат на
Юдифи Богемской, приходившейся Отакару тёткой по отцу. Ещё в 1248 году Ульрих через династический брак стал герцогом Крайны; её герцогом Отакар стал в 1270 году. Наконец, в 1272 году Отакар распространил власть и на Фриули, продвинувшись таким образом до Адриатики.
Предел этому собирательству земель положил граф Рудольф Габсбург, который уже в следующем, 1273 году стал королём Германии. На требование Рудольфа присягнуть ему в верности и вернуть имперские лены, король Богемии ответил отказом.
Объявив в 1275 году Отакара изменником, Рудольф нашёл поддержку у дворянства Австрии — герцогства, где Отакар правил долее всего. Введя армию в Австрию и Штирию, император в 1276 году принудил Отакара отказаться от всех владений, кроме Богемии и Моравии. Попытка взять реванш оказалась для короля гибельной: в 1278 году в битве у Сухих Крут Пржемысл Отакар II погиб.
Политический кризис продолжался два года: Рудольф занял Моравию, мятежные феодалы громили королевские поместья.
В 1290 году взошёл на престол сын Отакара, Вацлав II. Географически вектор его «экспансии» был противоположен отцовскому, но в основе лежали те же междинастические предпосылки. В 1291 году Пшемысл II передал Вацлаву Краковское княжество, а после его смерти в 1296 году Вацлав занимает его трон и в 1300 году коронуется в Гнезно.
В 1301 году в Венгрии прерывается династия Арпадов. Последний её представитель, Андраш III был родственником Вацлава, чьи претензии на престол поддержала часть венгерского дворянства, и его сын Вацлав III коронуется в городе Секешфехерваре как Ладислав V. Преждевременная смерть Вацлава II в 1305 году прерывает готовящийся им захват Австрии. Вступив на престол, Вацлав III отрекается от венгерской короны, а в следующем, 1306 году обрывает не только готовящийся им поход в Польшу, но и всю династию Пржемысловичей.
Через его сестру Богемия и Моравия в 1310 году перешли династии Люксембургов. Иоанн Люксембургский получил под своё управление одну из богатейших на то время стран: с открытием в 1298 году в местечке Кутна-Гора месторождения серебра Богемия стала крупнейшим в Европе (свыше 40 %) добытчиком белого металла (до 25—30 тонн ежегодно). Начав в 1300 году чеканить пражский грош, Вацлав провёл эффективную денежную реформу; только чеканка монеты давала каждый год до 5 млн грошей. Однако Иоанн, проведший всю жизнь в походах по всей Европе, умудрился истощить и эту казну. В 1335 году свои права на титул короля Польши он уступил за 1,2 млн грошей — это количество серебра в Кутна-Горе добывали за 2 месяца.
Все эти предпосылки с успехом использовал его сын Карл, ставший первым носителем этого имени как король Богемии, а впоследствии (с 1355) Карлом IV как император Священной Римской империи. Слова Петрарки («Император римлян по имени, по правде ты всего лишь король богемский») отчасти отражали тот факт, что Карл заботился о своей родине больше, чем об империи. При Карле IV чешские земли (Богемия и Моравия) превратились в мощную феодально-сословную монархию, однако процесс их политической консолидации остался к началу 15 вв. незавершённым. Отчасти причиной этому была скрытая германская феодальная экспансия: расселение немецких колонистов, нарушало этническое единство страны, причём некоторые из них впоследствии овладели рядом ключевых позиций в экономике.
После смерти Карла троны в Богемии и Германии наследовал Вацлав IV. Его брат Сигизмунд в 1385 году стал королём Венгрии, в 1410 году Германии, в 1419 году занял трон своего отца в Праге, а 1433 года стал также и императором Священной Римской империи. Вплоть до смерти Сигизмунда в 1437 году земли Богемии, Моравии и Словакии вновь оказались под одной короной. Однако годы его правления оказались в истории этих земель эпохой битв и разрушений, которые нанесли гуситские войны 1410—1438 гг. Движение гуситов затронуло и Словакию, где в 1428—33 находились войска таборитов, совершавших поход против Венгрии. Впоследствии на гуситской основе в Словакии развилось антифеодальное движение «братиков» (1445—71).
При всех издержках, гуситское движение объективно содействовало укреплению языковых и культурных связей между всеми славянскими народами Чехословакии, и содействовало росту их национального самосознания и самоидентификации на фоне продолжающихся процессов германизации.
В 1457 году остатки гуситов-таборитов, а также радикально настроенных чашников, собрались в Кунвальде и основали там церковь «Братское единение» (лат. Unitas Fratrum). Основанный немецкими колонистами, Кунвальд располагался близ границ Моравии, Богемии и Силезии (в 1557 году церковь подразделялась, соответственно, на Моравскую, Богемскую и Польскую епархии). После изгнания
лат. fratres legis Christi из Богемии церковь стала известной под именем Моравские братья. Последний епископ Богемии, Ян Амос Коменский, составил Linguae Bohemicae thesaurus.

## Австро-венгерский период

### Уния с Австрией и Венгрией (1526—1620)
Битва при Мохаче (1526) стала поворотным пунктом, обозначившим очередной эпохальный геополитический сдвиг. На месте покорённых османами земель образовалась Османская Венгрия (1526—1699). Положительным для славян стало то, что Королевская Венгрия, охватывающая восточную часть Словакии и Карпатской Украины, оказалась под эгидой того же государства, что и Чехия, австрийских Габсбургов. 24 октября 1526 года земский сейм в Праге избрал Фердинанда Габсбурга королём Богемии; 16 ноября в Братиславе его же избрали королём Венгрии. В 1536 году словацкая Братислава стала столицей королевской Венгрии.
Последний раз Моравия управлялась отдельно от Чехии в 1608 году, когда она поддержала Матвея в его борьбе против императора Рудольфа II. После того, как в 1611 году Рудольф уступил трон Матвею, Моравия стала управляться непосредственно из Вены, а титул маркргафа Моравии был присоединён к титулатуре короля Богемии.
В конце 1540-х годов Османская империя утверждается в центральной Венгрии; её задунайская часть и Словакия включаются в империю Габсбургов.

### В империи Габсбургов (1620—1804)
С поражением в битве на Белой Горе (1620) настал новый этап германизации, процесса национальной и религиозной дезинтеграции чешской нации.
Борьба венгерских дворян из Словакии с австрийским императором не стихала на протяжении всего XVII века: в 1605—06 гг. — Иштван Бочкаи, в 1618—22 гг. — Габор Бетлен, в 1643—45 — Ференц I Ракоци, в 1678—87 — Имре Тёкёли, и в 1703—11 — Ференц II Ракоци.
На протяжении всего XVIII века Габсбурги продолжали консолидировать в составе своей империи славянские земли, сопредельные с древними Богемией, Моравией и Паннонией. В 1716 году война с Османской империей завершилась присоединением Славонии, а также части Боснии, Сербии и Валахии. Этот процесс развивался с переменным успехом: в 1739 году османы не только вернули Боснию и Валахию, но и Белград с прилегающими районами. Война за австрийское наследство (1740—1748) закончилась для империи ещё более весомыми потерями: в частности, Силезия отошла к Пруссии.
Вмешавшись в Русско-турецкую войну 1768—1774 гг. против России, на стороне своего бывшего противника, Австрия была вознаграждена Буковиной, которая на тот момент принадлежала вассальному по отношению к туркам Княжеству Молдавии. Существенные приобретения принесли Габсбургам разделы Речи Посполитой: в 1772 году — Галиция, а в 1795 году — земли на юге Польши, включая Краков и Люблин.
Под самый конец XVIII века потери, которые империя стала нести по ходу начавшихся наполеоновских войн на Западе Европы (Кампоформийский мир 1797 года, утрачены Австрийские Нидерланды и Ломбардия), заставили Габсбургов вновь изменить вектор своих геополитических интересов. Не без активного содействия Англии Австрия вступила в союз с Павлом I, результатом чего стал Итальянский поход Суворова, одна из славных страниц истории русской армии.
На рубеже 1798—99 годов часть русских войск пересекла Моравию по линии Оломоуц-Брно-Зноймо. В марте 1799 года в Брно прибыл и сам Суворов, откуда он проследовал в Вену, чтобы принять объёдинённое командование над частями австро-русской коалиции. После этого в июле другая колонна русских войск двинулась через Чехию по линии Хрудим — Часлав — Прага — Пльзень.
По возвращении из похода в конце 1799 — начале 1800 годов штаб русской армии и лично Суворов располагались в Праге. Историки позитивно оценивают этот первый массовый и масштабный контакт между русскими, чехами и мораванами, как способствовавший осознанию этими народами общности их исторических славянских корней; отмечают тёплый приём русских войск со стороны местного населения.

### В Австрийской империи (1804—1867)
Люневильский мир с Францией (1801) завершил вытеснение Священной Римской империи с левого берега Рейна, подведя черту под историей Второй антифранцузской коалиции. В наступившей 10-летней мирной передышке империя Габсбургов встала перед необходимостью коренной реорганизации.
18 мая 1804 года Наполеон провозгласил себя императором французов. Буквально следом за ним, 11 августа 1804 года Франц II провозгласил себя императором Австрии, Францем I. Два года спустя Священная Римская империя, последним императором которой Франц оставался, была им ликвидирована. Великая держава вступила в последнюю историческую фазу своего бытия, которая одновременно стала эпохой национального возрождения для многих населявших её славянских народов — и в том числе, чехов, словаков и мораван. На протяжении XIX века, таким образом, завершилось формирование предпосылок создания единого чехословацкого государства.
Тем временем, несмотря на неоднозначное для империи развитие событий на мировой арене, процессы во внутриэкономической жизни Австрии диктовались включённостью её регионов в мирохозяйственные связи. Богемию, находившуюся на перекрёстке европейских путей, промышленная революция затронула уже на рубеже XVIII—XIX веков. Первая механическая прядильная установка заработала в 1797 году в Чехии, а первая паровая машина — в 1814 году в Моравии (Брюнн). Развитый банковский капитал способствовал постройке к 1825 году первой железной дороги (Будеёвицы—Линц).
Капиталистические отношения настойчиво внедрялись и в сельское хозяйство: барщинное земледелие отмирало как нерентабельное, и уже накануне революции 1848—1849 гг. в Моравии господствующей формой крестьянских повинностей становится денежная рента. Расслоение крестьянства (в 1840-х годах доля безземельных батраков составляла 50-60 %, а местами более 70 % населения) формировало мощный резерв рабочей силы. Её массовое перемещение в развивающиеся промышленные центры на протяжении нескольких десятилетий привело к качественным сдвигам в размещении народонаселения. Их последствия выходили за рамки чисто статистико-демографических, хотя и как таковые, эти показатели были внушительны. В 1846 году только в Богемии (6,5 млн против 4 млн в 1780) средняя плотность населения достигла 82 чел./км².
В том же 1846 году население Праги составило 115.000, а Брно — 50.000 человек. За этими цифрами стояло качественное изменение национального состава: начался так называемый процесс «чехизации городов». Помимо столичных городов быстро росли ещё более десятка промышленных центров по всем землям: Либерец, Ческа-Липа, Шлукнов, Румбурк, Хеб, Хомутов, Пльзень, Ческе-Будеёвице, Трутнов, Броумов и др. Помимо Богемии и Моравии центром тяготения этих миграционных потоков также являлась Силезия — край, со времён Великой Моравии обжитый чехами совместно с поляками (35 % населения).
Более медленно, в силу экономико-географического положения, а также политических условий протекал промышленный переворот в Словакии. Население Братиславы возросло за сопоставимый период на четверть, до 38.500; в Банске-Штявнице оно достигло 19.000, в Комарно 12.000 и в Трнаве 7.000 человек. В национальном плане явлений, аналогичных «чехизации» здесь не было; напротив, историки констатируют в этот период нарастание «мадьяризации» по всем направлениям. Тем не менее, несмотря на «институциональную» привязанность местных производителей к венгерскому сектору рынка империи, капитализм выталкивал Словакию и на смежные рынки: чешско-моравский на западе и русский — на востоке. «Торгуя ароматическими маслами, шафраном, полотном и другими товарами, они посещали Украину, южнорусские губернии и восточные территории Российской империи».
Именно на территории Богемии, которую представители местной культурной элиты всё настойчивее называют её современным именем «Чехия», с конца XVIII века первым среди других западно- и южнославянских народов возникает культурное движение будителей (чеш. buditel, словац. buditeľ) — инициаторов национального, культурного и языкового возрождения в среде славянских народов, чьи идеи в будущем закладываются в основы концепций будущих суверенных славянских государств.
Проявляя глубокий интерес к истории и культуре древнеславянских народов, особое внимание будители уделяли истории, культуре и языку русского народа. Многие из них путешествовали в Россию, изучали русский язык, восстанавливая славянские корни, утраченные в условиях многовекового иноземного владычества. В 1790 году В. М. Крамериус открывает «Чешскую экспедицию», издающую книги, а также первую газету на чешском языке. С 1831 года роль духовного, исследовательского и издательского центра принимает на себя Матица чешская, созданная Ф. Палацким в Праге.
Матицу словацкую удалось создать лишь в 1863 году, и уже в 1875 году венгерские власти её ликвидировали; её восстановление в 1919 году стало одним из знаковых культурно-политических акций, предпринятых сразу после образования единой Чехословакии. Однако, даже несмотря на отсутствие единого организационного центра формирования национального самосознания словаков, шёл параллельно с аналогичными процессами к западу от них. В 1780 году Юрай Папанек издал «Историю словацкого народа», в 1785 году Я. Грдличка (Hrdlička) описал контуры этнической территории словаков (при этом процесс размежевания понятий «словак» и «славянин» завершился лишь к началу XIX века.). Более сильный, нежели на землях чешской короны, национальный гнёт стал причиной того, что именно в Словакии процесс обрёл политическую подоплёку. «Требования словацкого народа» — программа, разработанная в ходе революции 1848 года, призывавшая использовать словацкий язык в школах, судах, органах местного самоуправления, а также избирать словацкий парламент на основе всеобщего избирательного права. Принятый в 1861 году «Меморандум словацкого народа» дополнил это требованием местной автономии.
Процессам формирования национального самосознания чехов и словаков в XIX веке противостояли — хоть и по разным направлениям — институты крупнейших составляющих империи, под эгидой которых они оказались: королевства Богемии и Венгрии. Что же касается моравов — титульной нации Великой Моравии, первого (не считая Само) единого государства западных славян, то его правопреемник, Моравская марка стала со временем леном короля Богемии, отдельно от которой в последний раз она управлялась в 1608—11 годах. Поэтому, хотя первые грамматики «современного» (в отличие от «великоморавского», тождественного прачешскому и прасловацкому) моравского языка появились в то время, когда разработка норм литературного чешского пребывала ещё только на начальной стадии, сами мораване оказались лишены существенных предпосылок требования своего самоопределения отдельно от чехов, совместно с которыми они проживали на коронных землях Богемии. Дополнительную неоднозначность вносит в эту проблему и наличие понятия Моравской Словакии. В дальнейшем вопрос о статусе: административном — Моравии, национальном — моравов (нация либо субэтническая группа) и лингвистическом — их языка (язык либо диалект) с момента создания Чехословакии решался по-разному, в зависимости от политической конъюнктуры.

### В Австро-Венгрии (1867—1918)
В результате Австро-прусской войны (1866), ознаменовавшейся потерей Венецианской области в Италии и объединением Германии, 15 марта 1867 г.  было заключено австро-венгерское соглашение, в соответствии с которым Австрийская империя преобразовывалась в дуалистическую монархию Австро-Венгрия. Это способствует усилению чешского национального движения: в 1868–1871 года движение «таборов» приобрело массовый характер, активизировалось чешское национальное движение, охватившее наиболее промышленно развитую часть страны. 
В 1879 году к власти в Цислейтании пришло консервативное правительство Эдуард Тааффе, которое определяло политику Австрии в течение 14 лет. Каждое австрийское правительство сталкивалось с необходимостью проводить свою политику, лавируя между различными социальными силами и национальными движениями.
B 1880 году правительство Тааффе обязало администрацию и суды в Чехии вести дела на языке лица, чьё дело разбиралось. B 1882 году чехи добились разделения по языковому признаку Пражского университета. Проведённая в том же году реформа избирательного права позволила им в следующем году завоевать большинство мандатов в ландтаге. Чешские немцы, в свою очередь, потребовали разделения административных округов на немецкие и чешские. Чешское большинство ландтага отклонило это требование, и немецкие депутаты впервые покинули собрание. Их бойкот продолжался четыре года (1886—1890).
1890 год — соглашение лидеров старочехов с правящими кругами Цислейтании о разделе Чехии на немецкие и чешские округа.
Спустя месяц после начала Первой мировой войны чехи начали записываться в Иностранный легион французских сухопутных войск. С 1914 года в России, Франции и Италии из оказавшихся там славян формировались армейские подразделения, названные позднее Чехословацкими легионами. Во многом благодаря этим легионерам французское правительство поддержало идею о создании независимой Чехословакии.

## Чехословакия (1918—1993)

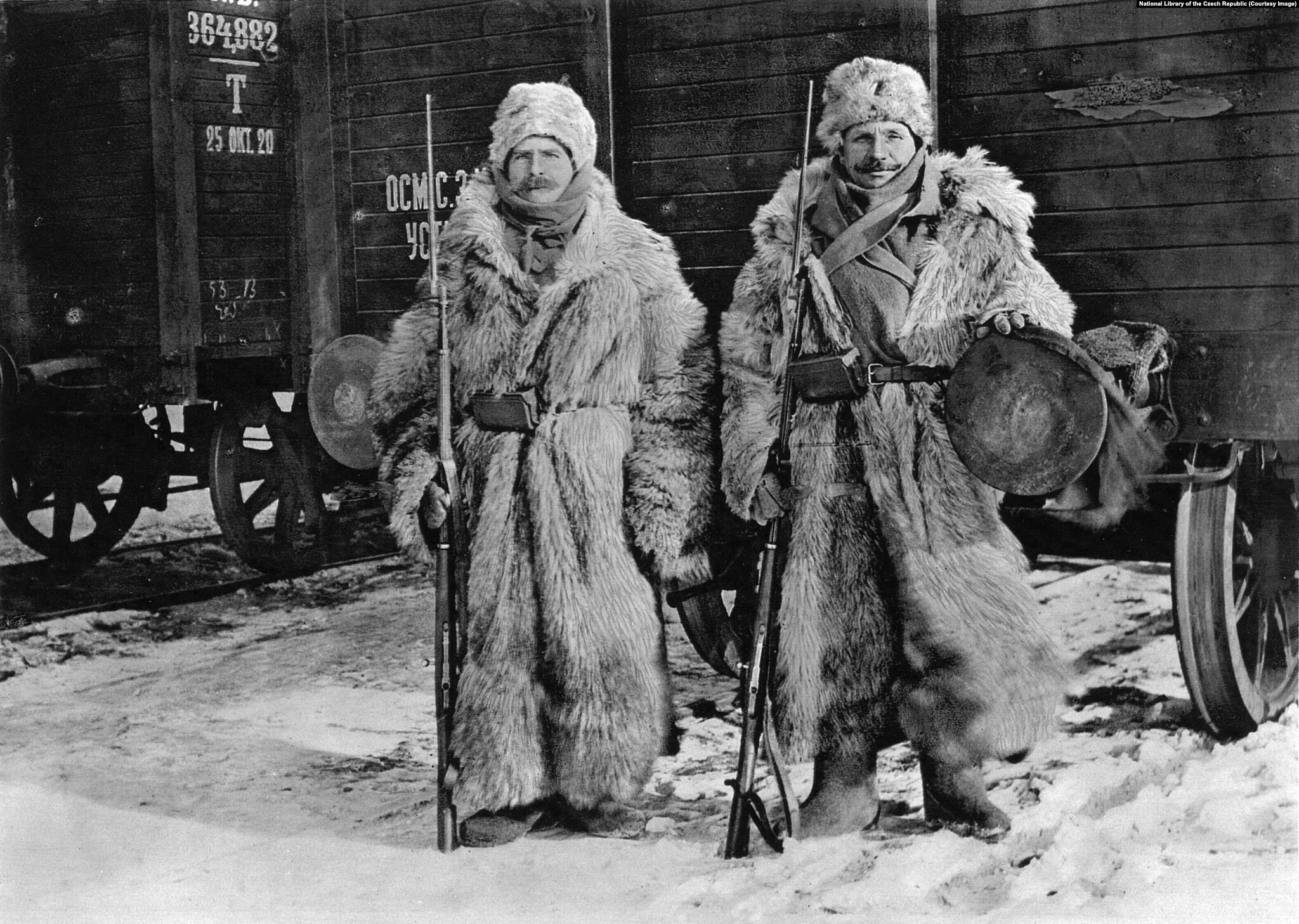
Легионеры Чехословацкого корпуса (возможна неправильная атрибуция, дата снимка не ранее 25 октября 1920 года, см. надпись на вагоне слева).

Концепция будущего государства чехов и словаков окончательно оформилась у западнославянских политиков в самом начале Первой мировой войны. Вступив в контакт с главами стран Антанты, крупнейшие политики будущей Чехословакии — чехи Томаш Масарик и Эдуард Бенеш и словак Милан Штефаник — заручились их поддержкой в создании Чехословацких легионов как опоры нового государства. Легионы подчинялись верховному командованию Антанты, и им же снабжались.
Хотя Россия по планам Антанты стала одной из баз формирования корпусов легионеров, наряду с Францией и Италией (куда также прибывали желающие и из Америки), основные политические действия вокруг создания нового государства протекали в Западной Европе и США. В 1915 году Масарик официально представил план создания Чехословакии в Женеве. В октябре этого же года в Кливленде эмигрантские организации чехов и словаков приняли совместную декларацию, а окончательное соглашение было подписано 31 мая 1918 года в Питтсбурге. Первое временное правительство Чехословакии заседало в Париже.

### Первая Республика
28 октября 1918 года Национальный чехословацкий комитет в Праге провозгласил независимость Чехословакии.

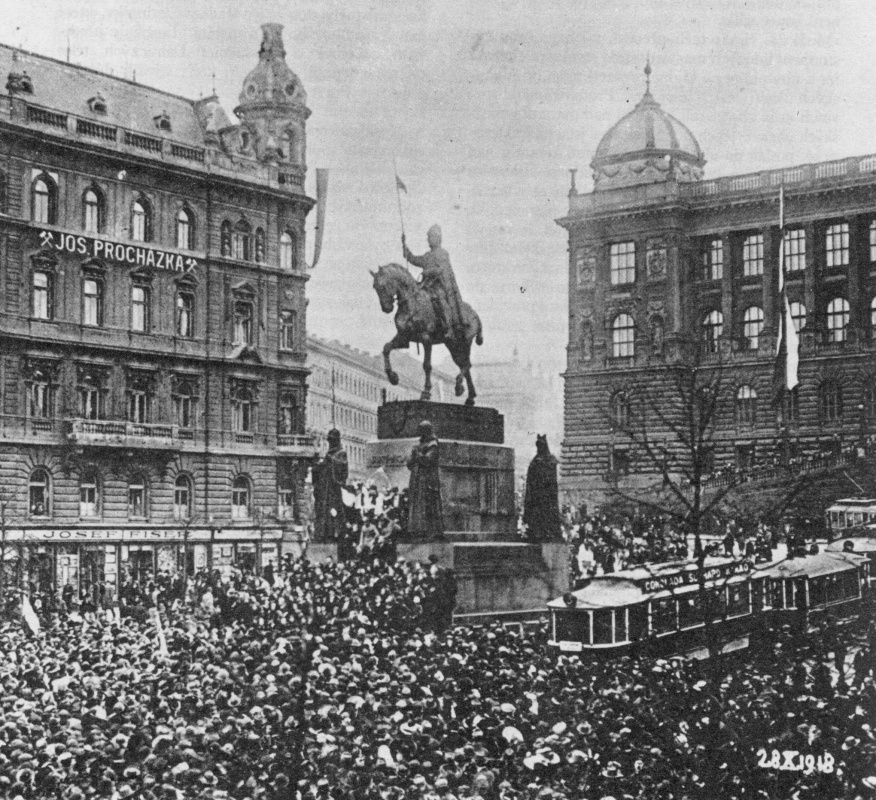
Демонстрация на Вацлавской площади в Праге 28 октября 1918 года

Неоднозначно вопрос о самоопределении решался в Подкарпатской Руси. 8 ноября 1918 года первая Народная рада русинов Старой Любовне приняла декларацию об отделении от Венгрии, не конкретизируя вопрос о присоединении к какому-либо государству. На следующий день, 9 ноября рада в Ужгороде выразилась за автономию в составе Венгрии; в дальнейшем (26 декабря) Будапешт использовал это как основание для создания «Русской Крайны» (венг. Ruszka Krajna).
Одновременно Закарпатье оказалось в сфере интересов Польши и Украины. 9 октября польские депутаты австрийского парламента заявили о намерении включить в состав Польши Галицию. В ответ на это 18 октября во Львове был создан Украинский национальный совет (УНС) — парламент украинцев Австро-Венгрии — который провозгласил своей целью создание украинского государства на территории Галиции, Буковины и Закарпатья. Присоединения к Украине потребовала Карпато-русская рада, прошедшая в ноябре в Хусте. За два дня до того, как 13 ноября была провозглашена Западно-Украинская народная республика (ЗУНР), румынские войска вытеснили УНС из Черновцов и овладели Буковиной.
Наиболее твёрдо идея вхождения в состав Чехословакии поначалу была озвучена в США, где в это время русинская диаспора с сочувствием следила за созданием Чехословакии и активно общалась с чешскими и словацкими эмигрантами, непосредственно вовлечёнными в этот процесс. Здесь уже 12 ноября 1918 года Г. Жаткович (активный деятель Американской народной рады угро-русинов, впоследствии первый глава Подкарпатской Руси) провёл собрание, а в декабре организовал плебисцит эмигрантов-русинов, на котором 67 % опрошенных проголосовало за вхождение края в Чехословакию. Важную роль в реализации этой идеи сыграло т. н. Филадельфийское соглашение, которое Жаткович заключил с находившимся в США Масариком. Вопрос о присоединении к Чехословакии в это же самое время ставила в Будапеште перед Миланом Годжей и делегация словацких русинов.
21 декабря 1918 года А. Бескид объединил созданную им ещё в ноябре Прешовскую народную раду с «Русской радой лемков» и создал «Карпато-русскую народную раду». Изначально эта группа требовала присоединить край к России (противостоя движению во главе с Емельяном Невицким, ориентировавшимся на Украину), но потом Бескид сменил азимут на Чехословакию — как сторонника этого варианта, его и пригласили в январе 1919 года на Парижскую мирную конференцию. Впоследствии Бескид сменил Жатковича на посту главы края.
После присоединения Подкарпатской Руси Первая Чехословацкая республика площадью 140,4 тыс.км² включала пять областей (принятый в отечественной историографии для данного случая перевод чеш. země и словац. krajiny), которые на 1927 год насчитывали:
| Область                                           | Исторический статус      | Статус     | Столица | Площадь, км² | Население, чел. | Дата вхождения        |
| ------------------------------------------------- | ------------------------ | ---------- | ------- | ------------ | --------------- | --------------------- |
| Чехия (Богемия)*)                                 | «земли богемской короны» |            | Прага   | 52.064       | 6.922.600       | 22 октября 1918 года  |
| Моравия                                           | «земли богемской короны» | Брно       | 22.315  | 2.806.500    |                 | 22 октября 1918 года  |
| Силезия                                           | «земли богемской короны» | Опава      | 4.423   | 721.500      |                 | 22 октября 1918 года  |
| Словакия                                          | «земли Верхней Венгрии»  | Братислава | 48.904  | 3.222.600    |                 | 22 октября 1918 года  |
| Подкарпатская Русь*)                              | «земли Верхней Венгрии»  |            | Ужгород | 12.665       | 683.400         | 10 сентября 1919 года |
| *) В написании первоисточника (МСЭ, 1931 г. изд.) |                          |            |         |              |                 |                       |

Конституция, принятая 29 февраля 1920 года взамен временных органических статутов 1918 года, подтвердила заложенные в них основы государственного устройства как парламентской демократии. Двухпалатное (Сенат и палата депутатов) Национальное собрание избиралось на основе всеобщего избирательного права. Помимо законодательной и судебной власти, оно контролировало исполнительную власть в лице президента и кабинета министров: избрание (каждые 7 лет) президента и утверждение назначавшегося им кабинета входило в прерогативы НС.

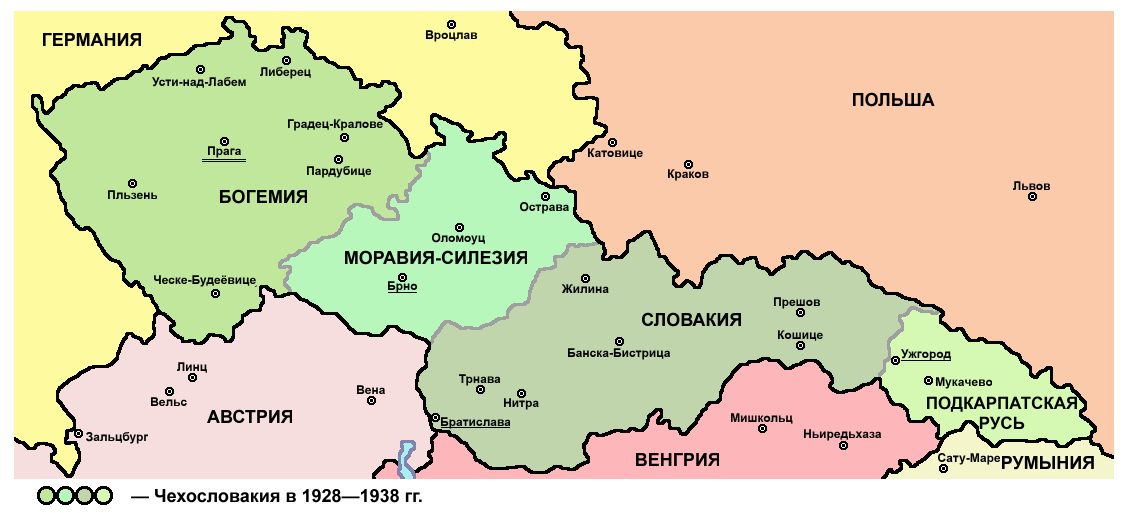
Первая республика

С учётом специфики национального состава нового государства в его конституцию и законодательные акты было введено социолингвистическое понятие чехословацкого языка:

Чехословацкий язык есть государственный, официальный язык республикиОригинальный текст (чешск.)
jazyk československý jest státním, oficielním jazykem republiky— § 129 Конституционного устава Чехословацкой республики
Поскольку до 1918 года Словакии как территории с очерченными рубежами не существовало, её южные границы нуждались в обосновании. Разграничение территории между вновь создаваемой Чехословакией и Венгрией вызвало острые споры между Прагой и Будапештом. Обе стороны ссылались на значительно противоречившие друг другу данные последних переписей населения, каждая из которых строилась на не сопоставимых друг с другом критериях. Чехословацкие статистики определяли национальность по самоидентификации, а венгерские — по языку, причём чехи и словаки объединялись в группу «чехословаков», украинцы, русины и русские записывались как «русские», а большинство немецко- и венгероязычных иудеев были задекларированы как «евреи».
С учётом интенсивной мадьяризации, продолжавшейся на протяжении последних 50 лет, венгерская оценка (1910 год) числа мадьяр, проживавших на всех изъятых территориях (3 млн, в том числе 1 млн в Словакии и Подкарпатской Руси), считается завышенной. По чехословацкой переписи населения (1921 год) в республике было 750 тыс. венгров. В меморандумах, представленных Великим державам на Парижской мирной конференции 1919—1920 годов, указывалось, что из 3 млн жителей будущей Словакии титульная нация составляла 2,5 млн, к которым (как настаивала пражская делегация) следовало прибавить ещё 700 тыс. словаков, эмигрировавших в США, поскольку «большинство из них, после учреждения свободного чехословацкого государства, немедленно вернулось бы домой».

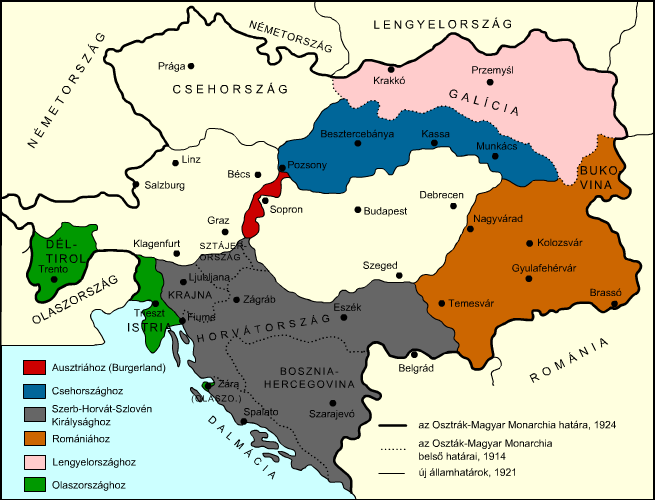
Раздел Австро-Венгрии, подтверждённый Сен-Жерменским и Трианонским договорами

Однако приоритет оставался не за этническими, а за стратегическими соображениями. Столицей Словакии был избран Прессбург (переименованный в Братиславу) — город с немецко-мадьярским населением, с минимальной долей словаков, однако именно он обеспечил выход страны к Дунаю. Изымаемая у Венгрии Подкарпатская Русь играла роль лимитрофа, отсекающего революционно настроенные территории (где в 1919 году была подавлена Советская республика) от Советской России. Трианонский договор, определивший границы Чехословакии, был подписан 4 июня 1920 года в Большом Трианонском дворце Версаля и вступил в силу 26 июля 1921 года.
При образовании Чехословакии в её состав с согласия «великих держав» было включено несколько государственных образований, самостоятельно провозгласивших свою независимость или автономию от Австро-Венгрии:
- Гуцульская Республика со столицей в Ясинях (8 января — 11 июня 1919 года);
- Русская Краина со столицей в Мукачево (с 24 декабря 1918 года автономия в Австро-Венгрии, с 22 марта 1919 года — Советская Русская Крайна (укр. Радянська Руська Країна) в составе Венгерской Советской Республики[29], оккупирована в мае войсками Чехословакии и Румынии.

### Вторая Республика
Второй, или «послемюнхенской» республикой называется период с 1 октября 1938 по 14 марта 1939 года.

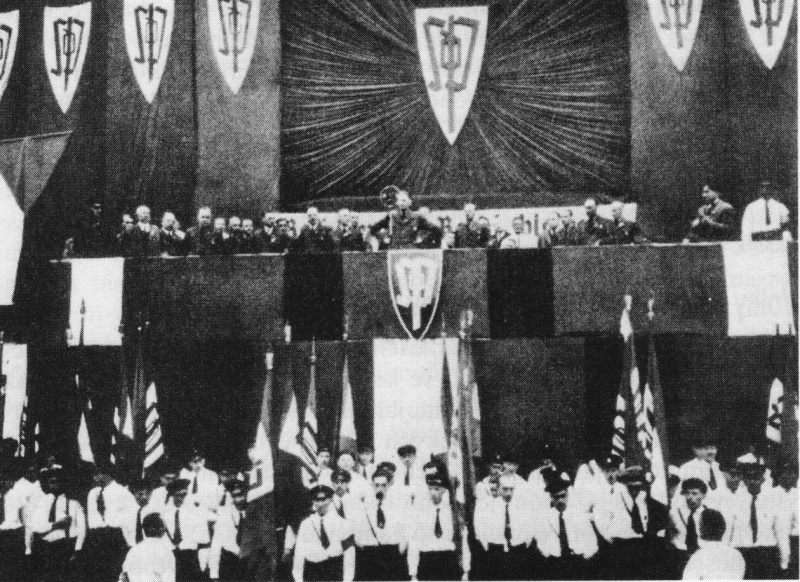
К. Г. Франк на съезде Судето-немецкой партии 24 апреля 1938 года

Осуществив аншлюс Австрии (13 марта 1938 года), гитлеровская Германия усилила нажим на Чехословакию, выдвинув войска к её северо-западным границам. 24 апреля на съезде Судето-немецкой партии в Карловых Варах её лидер К. Генлейн выдвинул программу, содержавшую требование к правительству предоставить Судетской области «широкую автономию», фактически равнозначную отделению, а также аннулировать оборонительные договоры с Францией (1924) и СССР (1935).
Предложения советского правительства от 17 марта 1938 года созвать общеевропейскую конференцию по вопросам обеспечения мира и создания систем коллективной безопасности Англия и Франция отвергли. В конце апреля на англо-французском совещании Чемберлен заявил, что «если Германия пожелает уничтожить чехословацкое государство, он не видит, как ей можно помешать в этом», а в мае Англия и Франция прямо рекомендовали Праге расторгнуть советско-чехословацкий договор от 16 мая 1935 года. По этому договору союзническая помощь со стороны СССР была обусловлена одновременным оказанием такой помощи со стороны Франции.
В ответ на концентрацию вермахта на границах Чехословакии её правительство провело 21 мая 1938 года частичную мобилизацию.
10 марта 1938 года правительство Берана распустило автономное правительство Тисы и ввело в Словакии военное положение. Этим был создан предлог для немецкого вмешательства под предлогом, что Чехословакия «сама разваливается», являясь при этом «постоянным очагом беспокойства и беспорядков».
5 октября 1938 года Эдвард Бенеш демонстративно ушёл в отставку с постов президента и верховного главнокомандующего в знак несогласия с Мюнхенским соглашением, которое вынудили его подписать с фашистской Германией тогдашние руководители Англии и Франции. В середине ноября все партии Чехословакии объявили о своём самороспуске с одновременным переходом к однопартийной системе. Созданную таким образом Партию национального единства возглавил Р. Беран, один из вождей Аграрной партии.

### Оккупация Богемии и Моравии и Словацкая Республика

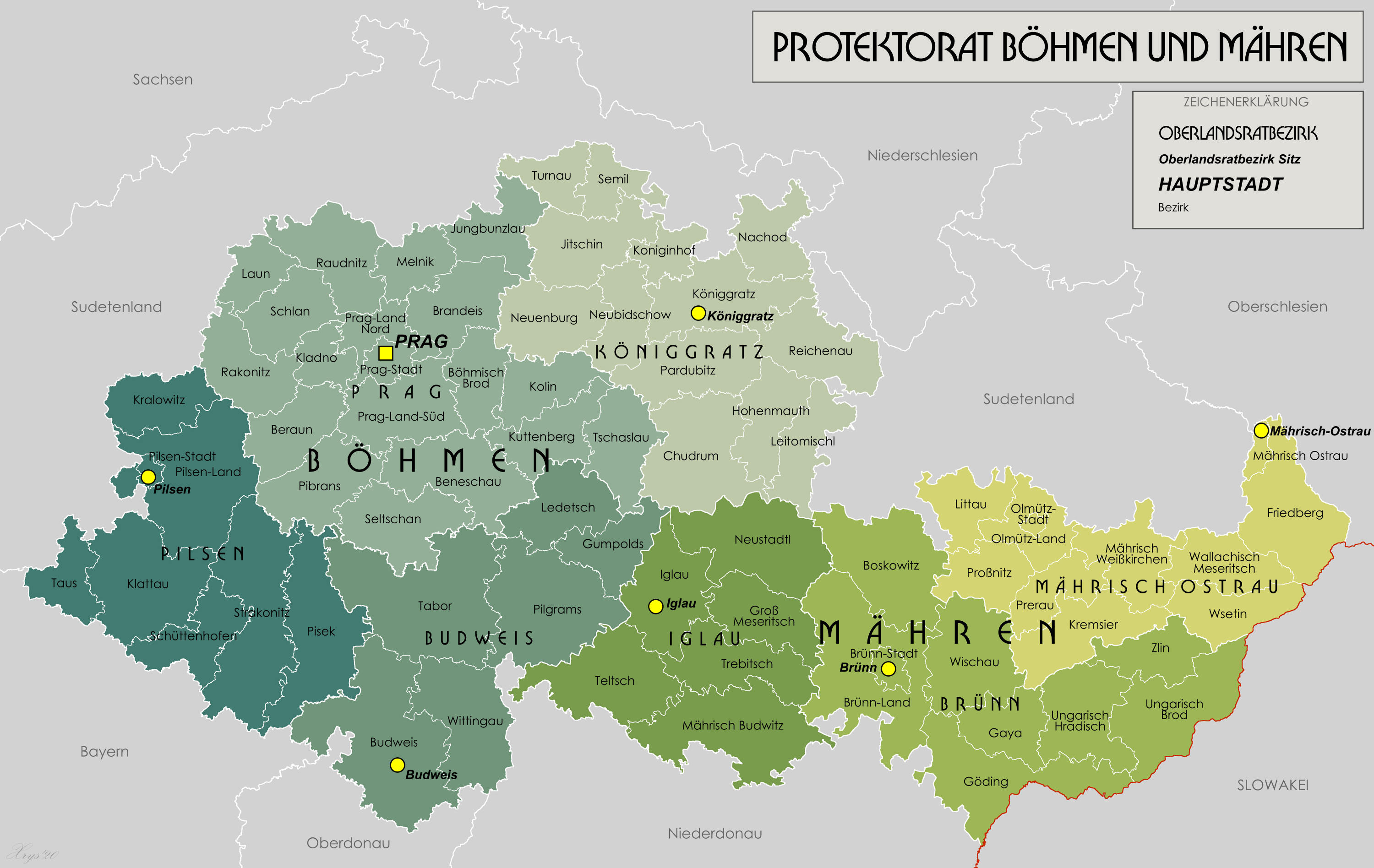
Протекторат Богемии и Моравии

14 марта 1939 года Гитлер вызвал чехословацкого президента Э. Гаху в Берлин. Гаха согласился принять немецкую оккупацию страны, и вермахт занял чешскую территорию практически без сопротивления. На следующий день, 15 марта на занятой территории был создан Рейхспротекторат Богемия и Моравия. Рейхспротектором 21 марта 1939 года был назначен фон Нейрат; Гахе была отведена формальная роль президента протектората. Министерские органы были укомплектованы немцами; евреи с государственной службы были изгнаны. Политические партии были запрещены; многие деятели КПЧ нашли убежище в СССР. Население протектората было мобилизовано для работы в интересах Германии; часть молодёжи была отправлена в Германию. Управление промышленностью перешло специально созданным органам. В то время, как угледобыча, металлургия и производство вооружений выросли, производство товаров народного потребления было снижено и переориентировано на снабжение Германии. Снабжение населения товарами было строго нормировано.
В день создания протектората, 15 марта союзник Гитлера Й. Тисо объявил независимость Словакии. Объявила о независимости и Карпатская Украина, однако через 3 дня она была полностью оккупирована венгерскими войсками и включена в состав Венгрии.
Поначалу гестапо репрессировало преимущественно политиков и интеллигенцию. Однако 28 октября 1939 года в годовщину независимости Чехословакии население выступило против оккупации. Новую волну выступлений вызвала смерть студента-медика Яна Оплетала (15 ноября), который был ранен в октябрьских демонстрациях. Рейх ответил массовыми арестами интеллигенции; было арестовано 1800 студентов и преподавателей. 17 ноября все университеты в протекторате были закрыты, девять студенческих лидеров были казнены, а сотни людей отправили в концлагеря.
Осенью 1941 года заместителем рейхспротектора был назначен начальник РСХА Гейдрих. Был арестован, а затем расстрелян премьер-министр Алоис Элиаш, правительство было реорганизовано, и все культурные учреждения были закрыты. Началась новая волна арестов и казней; евреев стали высылать в концлагеря. В городе Терезин было создано гетто. 4 июня 1942 года Гейдрих после покушения умер. Его преемник Курт Далюге возобновил массовые аресты и казни. Посёлки Лидице и Лежаки были сметены с лица земли, а их жители расстреляны. В 1943 году треть миллиона чешских рабочих депортировали в Германию; практически всё невоенное производство остановилось. 
К концу войны начало усиливаться движение сопротивления. В 1944 году значительную роль сыграло Словацкое национальное восстание, продлившееся два месяца — с августа по октябрь.
С началом Второй мировой войны Бенеш создал в Лондоне Правительство Чехословакии в изгнании, активно сотрудничавшее с Англией, а с 1941 года — и с СССР и США, составившими антигитлеровскую коалицию. По окончании войны была принята доктрина преемственности чехословацкого государства, по которой все акты, совершённые на территории страны после падения Третьей республики и до 1945 года были признаны ничтожными, а Бенеш, несмотря на вынужденную отставку, считался сохранявшим свои президентские полномочия.

### Третья Республика и Социалистическая Чехословакия
Главой страны в изгнании ещё с 1940 года оставался Эдвард Бенеш, которого поддерживали страны антигитлеровской коалиции, и в том числе СССР. Как руководитель зарубежного чехословацкого антифашистского Движения Сопротивления Бенеш в декабре 1943 года подписал в Москве договор о дружбе и союзных отношениях с Советским Союзом. Этот договор предопределил послевоенную внешнеполитическую ориентацию Чехословакии и ход её политического развития в 1945—48 гг. 28 октября 1945 года временный парламент подтвердил президентские полномочия Бенеша, а 19 июля 1946 года новый состав парламента вновь избрал его — единогласно — на пост президента Чехословакии.
5 апреля 1945 года президент Бенеш утвердил представленную Национальным фронтом Кошицкую правительственную программу восстановления экономики Чехословакии. В момент принятия программы правительство возглавлял член вновь воссозданной (существует с 1878 года) социал-демократической партии Чехии Зденек Фирлингер. Границы национализации бывших частных предприятий и банков были очерчены в этой программе не как самоцель, а как способ организации деятельности экономики в условиях необходимости наказания коллаборационистов и других сподручных фашизма.

Советские солдаты на Вацлавской площади в Праге, май 1945 года

В мае 1945 года в Праге произошло Пражское восстание. Утром 6 мая передовые части 1-й дивизии Комитета освобождения народов России (КОНР) под командованием генерал-майора Русской освободительной армии С. Буняченко вступили в первые бои с эсэсовцами у Збраслава и Радотина, а затем и вся дивизия вступила в город, заняв южные, юго-западные и западные районы Праги. В 4 часа утра 9 мая 1945 года передовые части 3-й гвардейской и 4-й гвардейской танковых армий 1-го Украинского фронта вступили в Прагу.
19 мая 1945 года был издан декрет о недействительности имущественно-правовых отношений, возникших в годы оккупации. Всё имущество производственного назначения, принадлежавшее коллаборационистам, подлежало безвозмездной передаче в народное управление.
Декретом от 12 июня 1945 года были конфискованы все земли, принадлежавшие немецким и венгерским помещикам, а также земли, владельцы которых сотрудничали с немецкими, венгерскими и (в 1938—39) польскими оккупантами. Дальнейшее решение аграрного вопроса шло в контексте выполнения задач аграрной реформы, провозглашённой в Чехословакии ещё в 1919 году. По её выполнении в июне 1947 года был принят закон о пересмотре задач аграрной реформы, предусматривавший дальнейшее её углубление, в частности, последующее снижение верхнего предела размеров частных землевладений.
2 августа 1945 года президент Чехословакии Эдвард Бенеш подписал декрет, лишавший чехословацкого гражданства большинство лиц немецкой и венгерской национальности, постоянно проживавших на территории Чехословацкой республики. В 1945—1946 годах из Чехословакии было изгнано более 3 миллионов человек.
14 октября 1945 года было избрано Временное Национальное собрание.
Декрет Бенеша 24 октября 1945 года дополнительно определил условия национализации копей и крупных промышленных предприятий. Их владельцы (из числа не запятнавших себя сотрудничеством с фашистами) получали компенсацию. Таким образом в руки государства полностью перешла энергетика, угольная, металлургическая, основная часть химической промышленности и предприятия военно-промышленного комплекса. Были также национализированы акционерные банки и страхкассы. В остальных отраслях были национализированы (с выкупом) предприятия с численностью не менее 150 человек. Таким образом, доля промышленного производства Чехословакии, переданного из частной в государственную собственность (см. народное предприятие, чеш. Národní podnik), составила 80 %.
В ноябре 1945 года из Чехословакии были выведены советские войска.
Кошицкая программа 1946 года была для Чехословакии масштабным для своего времени опытом макроэкономического регулирования экономики, ориентированной на рынок. Окончательно задачу послевоенного восстановления экономики решил последовавший за ней первый пятилетний план 1949—53 гг.: уровень промышленного производства достиг 119 % к последнему мирному, 1937 году.
Значительный вклад КПЧ в движение Сопротивления (погибло 25 тыс. коммунистов, среди которых такие национальные герои, как писатель Ю. Фучик, депутат Национального собрания Я. Шверма и другие) — всё это, как и в других европейских странах, освобождённых от фашизма, отразилось в весомой доле голосов, отданных в Чехословакии на первых послевоенных выборах 1946 года за коммунистов — около 40 %. В пользу коммунистов играл не только авторитет СССР как страны, армия которой разгромила фашистские войска практически на всей территории Чехословакии. Несмотря на наличие аналогичных идейных связок между КПСС и «братскими партиями» в соседних Польше и Венгрии, этим странам пришлось вернуть Чехословакии территории, которые они аннексировали, как и Германия, в 1938 году в результате расчленения страны по «мюнхенскому сговору». Чехословацкая государственность в 1945 году была восстановлена на прежней территории, за исключением включенных в состав Украинской ССР Подкарпатской Руси (передана Чехословакии в 1920 году по Трианонскому договору как автономия) и города и железнодорожного узла Чоп с окрестностями, ранее относившегося к Кралёвохлмецкому району Словакии.
26 мая 1946 года состоялись выборы в Законодательное Национальное собрание и в национальные комитеты. На них КПЧ получила наибольшее число голосов из всех политических партий, однако при всей своей популярности не имела абсолютного перевеса над ними, и вплоть до февраля 1948 года не имела гегемонии в органах власти. 25 октября 1946 года Законодательное собрание приняло закон о двухлетнем плане восстановления и развития народного хозяйства на 1947—48 годы.
Чехословакия была в числе первых стран, оказавших помощь становлению независимости и обороноспособности государства Израиль, созданного в мае 1948 года. При активном содействии вновь назначенного министром иностранных дел Владимира Клементиса была проведена Операция «Валак», в ходе которой в Израиль с аэродрома Жатец под Прагой были нелегально отправлены многие тонны вооружения, боеприпасов, а также 23 самолёта Avia S-199 (послевоенная чешская версия истребителя «Мессершмитт» Ме-109).
Запрос Национально-социалистической партии к МВД, которое возглавлял один из руководителей КПЧ Вацлав Носек, о причинах служебного перемещения 13 февраля 1948 года 8 старших офицеров Корпуса национальной безопасности привёл к политическому кризису. Так как ни один из этих силовиков не был членом КПЧ, кадровую политику министра авторы запроса охарактеризовали как «политически мотивированную чистку личного состава».
20 февраля 1948 года 12 из 26 министров (от Национально-социалистической, Народной и словацкой Демократическую партии) не явились на созванное Готвальдом чрезвычайное заседание правительства, где должны были выступить министры внутренних дел и национальной обороны, и одновременно подали президенту прошение об отставке. Этим они рассчитывали оказать давление на президента с тем, чтобы он отправил в отставку всё коалиционное правительство (его ещё с 1946 года возглавлял Клемент Готвальд), провёл новые выборы и сформировал новый кабинет.
Критикуя этот шаг, идеолог Национально-социалистической партии Фердинанд Пероутка 21 февраля заявил: «Известно, что легче отказаться от власти, чем снова вернуться к ней». В этот же день не поддержало предложение об отставке своих министров и руководство социал-демократов. Таким образом, вместе с министрами от КПЧ и двумя беспартийными этот демарш не поддержали в общей сложности 14 министров. Инициаторы кризиса из числа членов кабинета оказались в численном меньшинстве, и премьер-министр Готвальд предложил президенту Бенешу не распускать кабинет, а разрешить ему, в соответствии с Конституцией, заместить министров, выбывших по собственному желанию, новыми — что и произошло через 4 дня.
25 февраля 1948 года президент Бенеш, принимая отставку 12 министров, не стал распускать правительство, а поручил премьер-министру Готвальду заполнить вакансии новыми персоналиями. Все они были избраны из числа коммунистов, и таким образом угроза выхода из правительства как средство давления на президента страны обернулась для этих партий реальной потерей власти.
Февральские события 1948 года не сопровождались ни насильственным захватом власти, ни смещением ключевых фигур в руководстве. В терминах политологии события 20—25 февраля 1948 года (в чехословацкой историографии также «Победный февраль», чеш. Vítězný únor; некоторые историки употребляют термин «переворот») представляли собой вариант развития политической ситуации, инициируемой кабинетным кризисом, когда ряд министров подают в отставку в расчёте на то, что президент отреагирует на это сменой всего кабинета. С соблюдением конституционных норм вновь назначенные министры принесли присягу при том же президенте; на своём посту остался и премьер-министр. Митинги и демонстрации, заявления от имени различных непартийных конференций (22 февраля в Праге прошёл съезд делегатов заводских советов), предупредительные стачки (на 24 февраля в стране была назначена всеобщая одночасовая забастовка) не привели в 1948 году в Чехословакии к вооружённым столкновениям. Компартия Чехословакии стала доминирующей, но не единственной партией в стране мирным путём. Однако исход противостояния решился демонстрацией силы: выводом на улицы вооружённых формирований КПЧ — Народной милиции во главе с Йозефом Павелом, Йозефом Смрковским, Франтишеком Кригелем (показательно, что двадцать лет все трое стали видными деятелями Пражской весны).
Для Демократической партии неблагоприятный исход инициированного ею кабинетного кризиса повлёк за собой её распад. Часть региональных организаций в Словакии заявила об организованном выходе из состава ДП, и тогда же, в феврале 1948 года, на этой основе была создана Партия словацкого возрождения (ПСВ; чеш. Strana Slovenskej Obrody). Её состав — горожане и крестьяне, проживающие в Словакии.
Среди истоков политического раскола в феврале 1948 года историки рассматривают непринятие Чехословакией помощи по плану Маршалла. Обнародованный в общих чертах 5 июня 1947 года, этот план предполагал помощь США европейским государствам в их послевоенном восстановлении на условиях, которые госсекретарь Дж. Маршалл предлагал обсудить 12 июля того же года на встрече глав государств в Париже. За неделю до начала Парижского саммита, 4 июля кабинет министров Чехословакии проголосовал за участие в нём, что предполагало подписание договора о принятии от США помощи на ещё не вполне ясных условиях.
7 июля премьер-министр Готвальд выехал в Москву, где узнал ещё не обнародованные к тому времени политические условия предоставления помощи со стороны США, а именно — вывести из состава правительства всех коммунистов. Для Чехословакии, где коммунисты входили в правительство ещё в довоенное время, и являлись ведущей по популярности политической партией (хотя и не имеющей большинства в кабинете министров) принятие такого условия означало бы катастрофическое разрушение баланса политических сил с непредсказуемыми последствиями в общественной жизни. Исходя из этого, по возвращении премьера в Прагу, кабинет министров некоммунистического правительства принял решение отказаться от ранее принятого приглашения в Париж и, как следствие — от американской помощи на условиях Маршалла.
Последствия этого шага для Чехословакии рассматриваются двояко. С одной стороны, отказ от принятия американской помощи ценой удаления коммунистов выдвигался причиной недостаточных темпов экономического роста. С другой — что, в отличие от Мюнхенского диктата 1938 года, страна не поддалась политическому нажиму извне, причём уже с 1949 года её индустриально развитая экономика получила на многие годы в лице стран СЭВ стабильный и обширный рынок сбыта, не испытывавший, в отличие от Запада, кризисов сокращения производства, благодаря чему страна не испытывала безработицы. Вновь трудоустроились и те, кто лишился политически значимых рабочих мест по недоверию в феврале 1948 года. Политическая эмиграция из Чехословакии после кризиса 1948 года оценивается незначительной цифрой 3 тысячи человек.

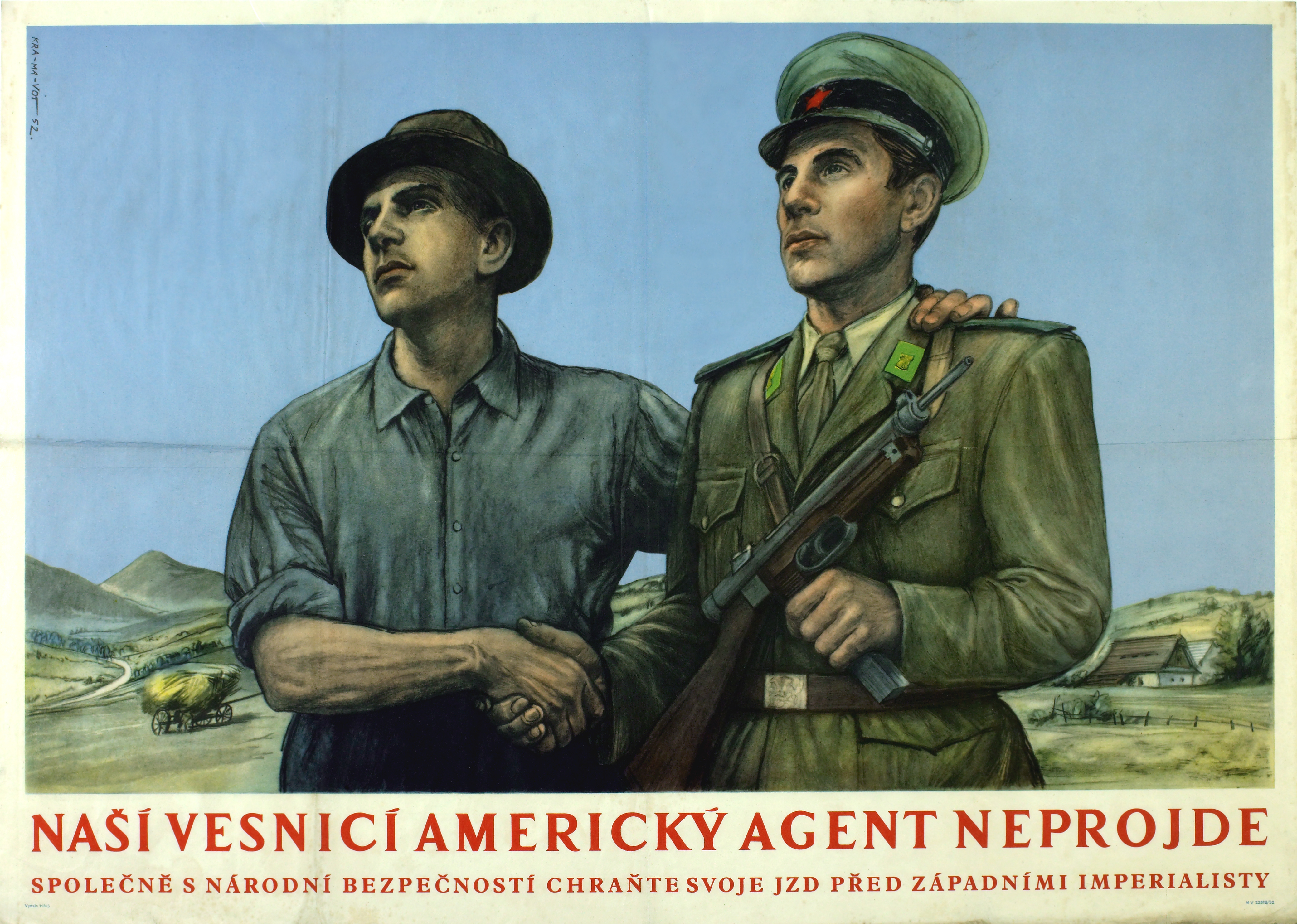
«Наш деревенский американский агент не пройдёт», плакат 1952 года

7 июня 1948 года Бенеш в связи с ухудшением здоровья покинул пост президента, и спустя 3 месяца умер. 14 июня 1948 года Национальное собрание избрало на пост президента Готвальда, который уступил кресло премьера Антонину Запотоцкому. При том, что высшие государственные посты с этого времени стали занимать члены КПЧ, на протяжении всех лет социалистического развития вплоть до отстранения коммунистов от власти в 1990-е годы традиции многопартийной системы в Чехословакии не прерывались. Партии-инициаторы февральского кризиса не были принудительно распущены; в некоторых из них произошёл раскол, другие же продолжили существовать под прежним именем, но с новым составом руководства. Как и в других странах народной демократии, на некоммунистическом партийном фланге в Чехословакии продолжали действовать христианские партии. Их идеология, христианский социализм, была аналогична ряду западноевропейских партий, и не противоречила программным установкам КПЧ на построение социализма.
В то же время реально монополия политической власти сосредоточилась в руководстве КПЧ. Государственные силовые ведомства — МВД (министр Вацлав Носек, заместитель Йиндржих Веселы) и Министерство национальной безопасности (министры Ладислав Копршива, Карол Бацилек; заместители Йозеф Павел, Карел Шваб, Антонин Прхал, Оскар Елень), Министерство юстиции (министр Алексей Чепичка, зять Готвальда, впоследствии министр обороны) — окончательно превратились в инструменты партийной политики. Государственная информационная политика контролировалась ближайшим сподвижником Готвальда Вацлавом Копецким и была поставлена на службу партийной пропаганде. Усилились политические репрессии и партийные чистки. Преследованиям подвергались и недавние участники антинацистского сопротивления, из которых наиболее известна казнённая Милада Горакова. С другой стороны, в стране создавались подпольные антикоммунистические организации. Некоторые из них — например, Чёрный лев 777 (группа Ржезача—Сиротека—Шимы), Гостинские горы (Йозефа Чубы—Милослава Поспишила) — вели вооружённую борьбу.
Символической кульминацией репрессий стал процесс Сланского, по результатам которого были повешены одиннадцать видных деятелей КПЧ и органов госбезопасности, в том числе Рудольф Сланский и Карел Шваб. Состоялся также «процесс региональных секретарей», на котором была приговорена к пожизненному заключению Мария Швермова.
Репрессивная политика стала ослабевать лишь после смерти Клемента Готвальда в 1953 году. При этом в Чехословакии смягчение режима и реабилитация жертв репрессий продвигались медленнее, чем в СССР и других странах Восточной Европы. Осуждённые на процессе Сланского были реабилитированы лишь в 1963 году, причём решение о реабилитации несколько лет хранилось в тайне. Партийно-государственное руководство во главе с Антонином Запотоцким и Антонином Новотным придерживалось выраженно консервативных позиций. Политика КПЧ вызывало недовольство в обществе, отражением которого стало восстание в Пльзене в июне 1953 года.
Национализация экономически значимых предприятий была осуществлена в стране до 1948 года, в условиях классической современной демократии и многопартийной системы, при явной поддержке большинства населения страны. Но хотя за два года реализации Кошицкой программы доля частного сектора в народном хозяйстве страны сократилась до 1/5, и эти процессы продолжались и в начале 1950-х годов, Чехословакия не являлась при этом «полноценным» социалистическим государством (в БСЭ 1958 года использован термин «государство социалистического типа»), а лишь «создала предпосылки перехода к построению социализма».

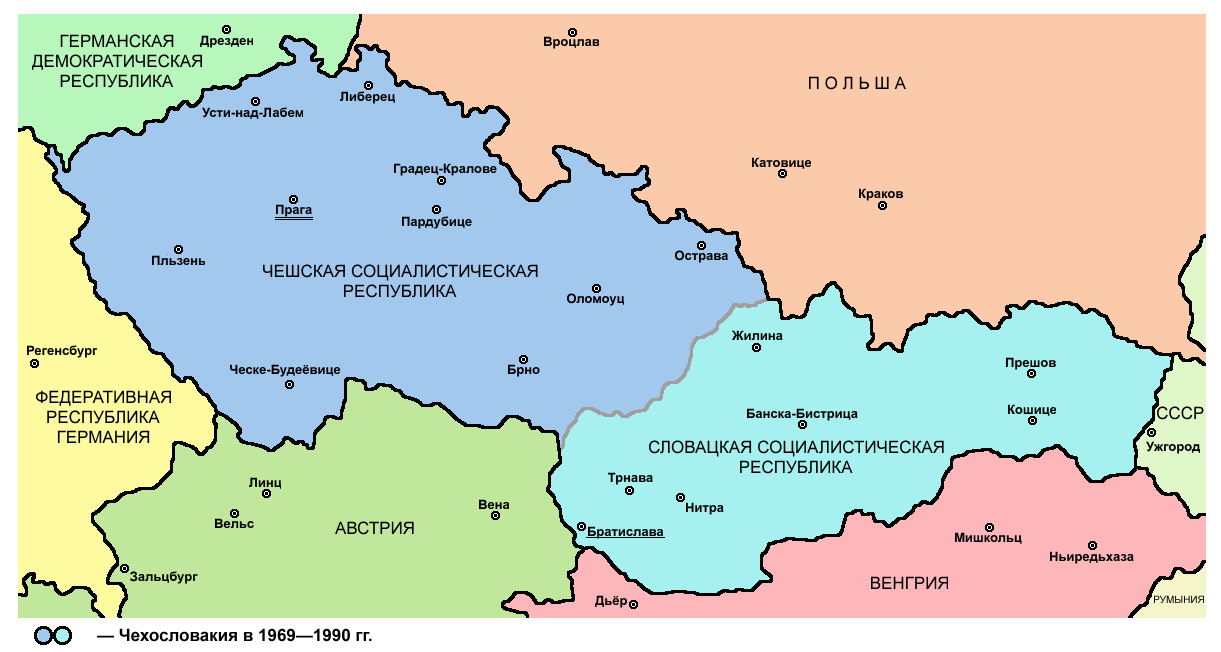
Чехословацкая социалистическая республика 1969—1989

11 июля 1960 года Национальное собрание взамен Конституции 9 мая (1948) приняло новую конституцию, по которой страна стала называться Чехословацкой Социалистической Республикой — ЧССР.

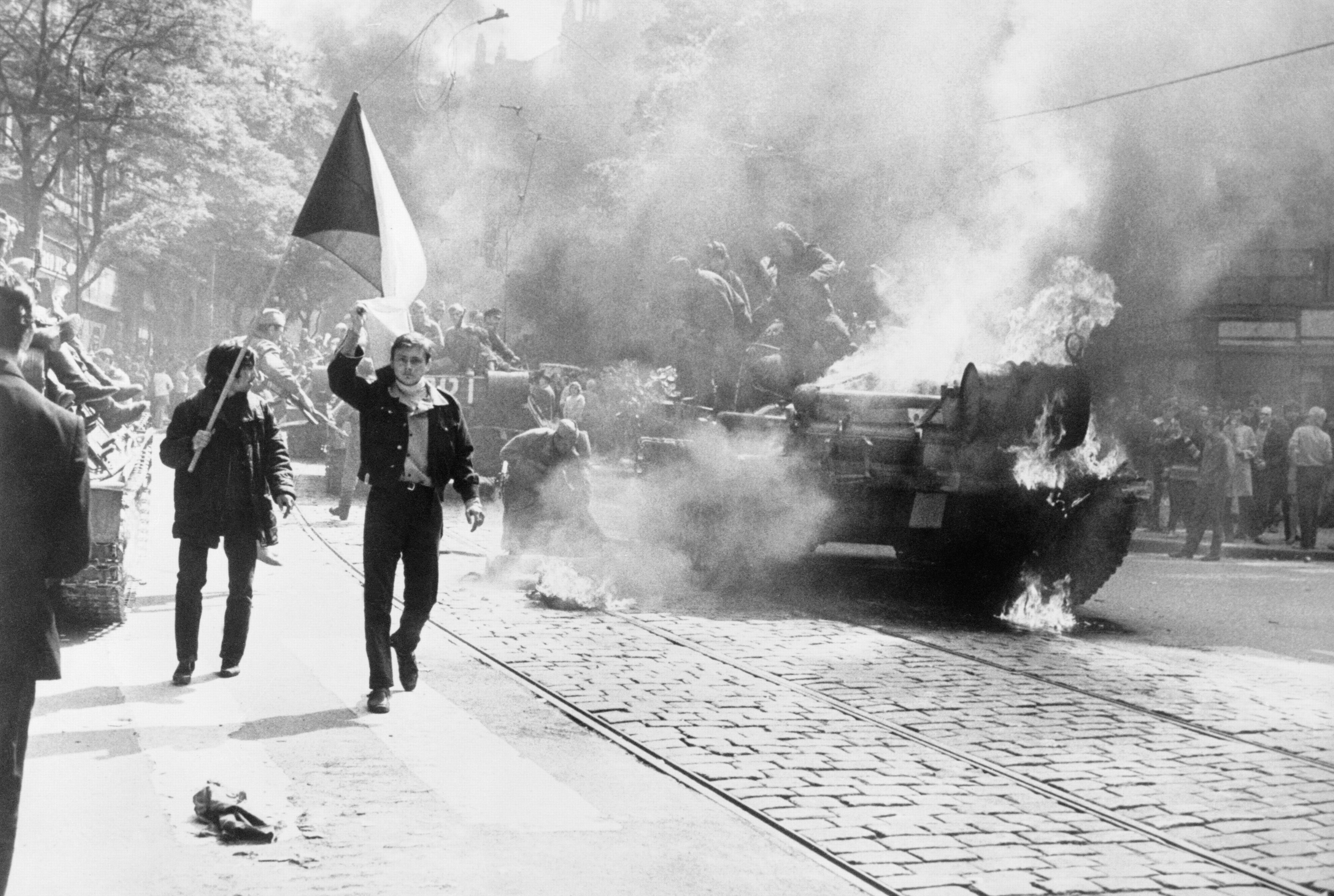
Чешские демонстранты и советские танки (Прага, 21 августа 1968 года)

В октябре 1968 года был принят, и с 1 января 1969 года вступил в силу Конституционный закон о чехословацкой федерации (№ 143/1968 Sb.), в соответствии с которым унитарное государство было преобразовано в федерацию двух равноправных республик — Чешской социалистической республики и Словацкой социалистической республики. Эта важнейшая реформа государственного устройства страны была начата и завершена при том же составе лидеров (Первый секретарь ЦК КПЧ — Александр Дубчек, председатель Национального собрания ЧССР — Йозеф Смрковский, премьер-министр — Олдржих Черник), которые руководили страной в период Пражской весны, причём по завершении вывода войск стран-участниц Варшавского договора, введённых в Чехословакию 21 августа 1968 года.
17 апреля 1969 года пленум ЦК КПЧ отправил Дубчека в отставку, на его место был избран Густав Гусак (в 1975 году он стал ещё и президентом Чехословакии). С приходом Гусака, ранее активного сторонника реформ, связывается начало эпохи так называемой «нормализации», продлившейся более 20 лет.

### Чешская и Словацкая Федеративная Республика
К осени 1989 года в стране широко распространились настроения массового недовольства. С другой стороны, в руководстве КПЧ сложилась группа сторонников горбачёвской Перестройки во главе с Любомиром Штроугалом. Эти деятели планировали отстранить от власти консервативных руководителей Густава Гусака и Милоша Якеша и провести некоторые реформы «сверху», сохраняя при этом основы власти КПЧ. К ним примыкал руководитель Службы госбезопасности (StB) Алоиз Лоренц.

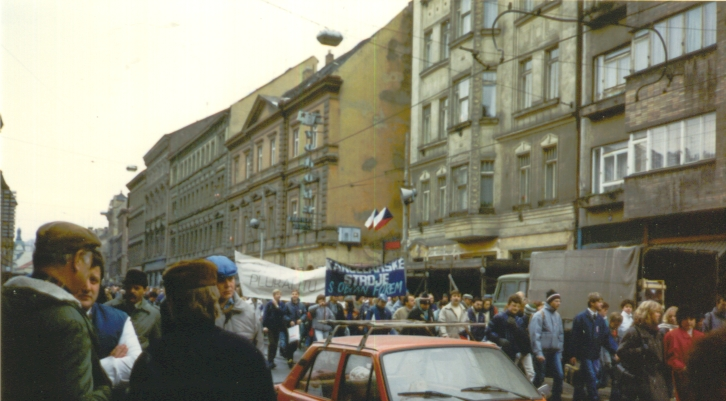
Демонстрация в Праге в ноябре 1989 года

17 ноября 1989 в Праге начались массовые студенческие протесты. Существенную роль в их нарастании сыграла провокационная спецоперации StB, проведённая по приказу Лоренца. В течение недели эти выступления переросли в Бархатную революцию. События вышли из-под контроля, силовые структуры перестали ориентироваться на аппарат КПЧ. Власти вынуждены были пойти на переговоры с организовавшейся оппозицией. 28 ноября на очередной встрече правительства ЧССР и правящего Национального Фронта с представителями Гражданского форума было согласовано решение об отмене положения о ведущей роли КПЧ, закреплённого в Конституции ЧССР. 29 ноября Национальное собрание утвердило эту поправку к Конституции, в этот же день оно избрало своим председателем вернувшегося в политику Александра Дубчека. На должность президента ЧССР избран известный правозащитник и диссидент Вацлав Гавел. Пост премьер-министра занимал реформатор Мариан Чалфа, перешедший из КПЧ в движение Общественность против насилия.
3 декабря по предложению председателя правительства Л. Адамеца и рекомендации Национального фронта президент страны Г. Гусак утвердил новый кабинет. Мариан Чалфа стал 1-м заместителем главы правительства, пастор и доктор богословия, беспартийный Йозеф Громадка — заместителем главы, генерал-полковник Мирослав Вацек — министром обороны, член КПЧ Франтишек Пинц — министром внутренних дел, ряд постов получили представители Социалистической и Народной партий и беспартийные. Правительство было обновлено на 40 %, 8 его членов было моложе 50 лет. На первом же заседании правительства был принят следующий документ: «Правительство ЧССР рассматривает ввод войск пяти государств Варшавского Договора в Чехословакию в 1968 году как нарушение норм отношений между суверенными государствами. Федеральное правительство поручает своему председателю Л. Адамецу ознакомить с этой позицией Советское правительство. Одновременно федеральное правительство предлагает правительству Советского Союза начать переговоры о межправительственном договоре о временном пребывании советских войск на территории ЧССР. Вести эти переговоры уполномочен министр иностранных дел Я. Йоганес».
Уже 10 декабря  было сформировано новое «Правительство национального согласия» во главе с М. Чалфой, а Г. Гусак подал в отставку. В правительстве 10 членов КПЧ, по 2 у Социалистической и Народной партий, 7 мест у беспартийных (лидеры Гражданского Фронта получили посты 1-го заместителя главы правительства (Ян Черногурский), министра иностранных дел (Иржи Динстбир) и министра финансов (Вацлав Клаус))
С приходом к власти новых политических сил, тенденции политического размежевания Чехии и Словакии взяли, в конце концов, верх над идеями государственного единения чехов и словаков, которые отстаивали в 1918 году Т. Масарик, Э. Бенеш и другие отцы-основатели независимого чехословацкого государства. После того, как в марте 1990 года Федеральное собрание отказалось от прежнего названия страны (Чехословацкая Социалистическая Республика), разгорелась так называемая «война из-за чёрточки»: часть словацких политиков потребовала писать название страны через дефис («Чехо-Словакия»), в то время как в Чехии настаивали на сохранении прежнего написания «Чехословакия» в одно слово. Компромиссное написание «Чешская и Словацкая Федеративная Республика» (ЧСФР, с вариантом без дефиса для чешского и с дефисом для словацкого языка) было утверждено лишь в апреле.
Хотя проблема с названием страны и его написанием была решена, новая политическая элита взяла курс на окончательное размежевание.

### Распад на Чехию и Словакию
1 января 1993 года страна мирным путём распалась на Чехию и Словакию, произошёл так называемый бархатный развод (по аналогии с бархатной революцией).